# 日産・エクストレイル
エクストレイル（X-TRAIL）は、日産自動車が2000年から販売するミドルサイズのSUV型の乗用車である。生産は2011年8月に日産から分社化された日産自動車九州が担当している。

## 概要
いわゆるクロスオーバーSUVに分類される車種である。1997年（平成9年）の第32回東京モーターショーに出品された「トレイルランナー」をルーツとし、そのコンセプトを昇華して市販化した車がエクストレイルである。
初代（T30型）の発売時には「4人が快適で楽しい、200万円の使える四駆」というコンセプトで発売、また、開発コンセプトはタフギア道具というコンセプトである。世界167の国と地域で80万台以上が販売されている。
2代目（T31型）とプラットフォームを共有するデュアリスはオンロードユースに重きを置くのに対し、エクストレイルはオフロードユースに重きを置いていた。しかし基本的には両者共に乗用車と共用のプラットフォームに電磁多板クラッチによるスタンバイ4WDを組み合わせたものであり、同社がかつて販売していたサファリのようなはしご型フレームに直結4WDや副変速機を持つ過酷な使用に耐えられるクロスカントリー4WDではない。
2代目の途中から欧州ではクリーンディーゼル搭載車のみの展開となっており、販売価格はキャシュカイと比べるとかなり高価に設定されている。また北米市場においては初代がカナダとメキシコで販売されていたが、2007年（平成19年）秋にキャシュカイの北米版であるローグが発売された関係で、2代目エクストレイルは販売されていない。しかし、3代目以降はそのローグがエクストレイルとの姉妹車になっている。
発売翌年の2001年（平成13年）から2010年（平成22年）まで、10年連続で日本国内におけるSUV形乗用車販売台数第1位の座を獲得した。なお、CMでは渡河や谷間をジャンプする場面が放映されるが、前述のとおり過酷な使用に耐えられる仕様ではないため、取扱説明書には注意書きが記されている。そのような印象から、クロスオーバーSUVにしては珍しく歴代モデルの販売比率のおよそ8割が4WD車となっている。

## 初代 T30型（2000年 - 2007年）
日本仕様は2,000 ccガソリン車（自然吸気のQR20DEおよびターボ過給のSR20VET）のみであるが、ヨーロッパではディーゼル車も設定されている。また、アジア、オーストラリア、中近東では2,500 ccガソリン車（QR25DE搭載）が設定されている。なお、裕隆日産汽車で生産された台湾仕様はフロントマスクが異なる。
4WDシステムは「オールモード4X4」を採用。
また2002年12月には、市販モデルをベースとする燃料電池車「エクストレイルFCV」が開発されている。

### 年表
- 2000年
  - 9月 - パリサロンにコンセプトカー「X-TRAIL」を出展。
  - 11月13日 - 発売[注釈 4]。エンジンは、前述のとおり直列4気筒DOHCのQR20DE型およびSR20VET型の2機種。センターメーター、樹脂製フロントフェンダーなどを装備。オーテックジャパンによる、専用フロントグリル一体フロントバンパー、丸型ヘッドランプなどを装備する特別仕様車「style-AX」を発売。販売会社は日産・ブルーステージ
- 2001年
  - 2月6日 - 直列4気筒インタークーラーターボエンジン、SR20VET型を搭載した「GT」を日本国内専用車として発売。専用のフロントバンパー、大型フロントグリルが装備された。
  - 10月1日 - 専用シート、キセノンヘッドランプ、マッドガードなどを装備する新グレードの「St」、「Xt」およびオーテックジャパンによる、専用バンパー・内装仕様を装備する特別仕様車「ライダー」を追加。
- 2002年
  - 1月 - 第24回トタール・アラス・マドリード・ダカール・ラリーにR50型テラノをベースにVQ35DEを搭載して、VQ35DE搭載D22型ピックアップ、VQ35DE搭載R50型テラノとともに参戦。
  - 6月 - 第7回北京国際モーターショーに出品。
  - 10月 -「Stt」「Xtt」およびオーテックジャパンによる専用バンパー・内装仕様を装備する特別仕様車「アクシス」を追加。
  - 12月 - 高圧水素式燃料電池車「エクストレイル FCV」の国土交通大臣認定を取得。日本国内公道走行試験を開始。
- 2003年
  - 6月9日 - マイナーチェンジ。フロント・リアバンパー、フロントグリルの形状が変更され、CIも一世代前のものに変更された。同時にポップアップステアリングなどの仕様・装備の向上の他、グレードの見直しが実施された。
  - 9月 - 第60回フランクフルトモーターショーに「X-TRAIL FCV」を出展。
  - 10月 - 第37回東京モーターショーに「X-TRAIL FCV」を出展。
  - 12月 - 11月に「X-TRAIL FCV」2003年モデルの国土交通大臣認定を取得したことを受け、限定リース販売を開始。2002年モデルに対し、最高速度および航続距離が向上している。2004年にコスモ石油、神奈川県、および横浜市へ納入された。
- 2004年
  - 1月 - インド・ニューデリーにて開催された第7回「Auto Expo」に出展。
  - 5月11日 - 2003年のマイナーチェンジ以降廃止されていた「St」と「Xt」を追加。キセノンヘッドランプ、前席ヒーター付シート、フロントバンパー組込みフォグランプ、マッドガードなどを装備した。
  - 8月 - インドでの販売を開始。
  - 9月 - パリサロンに「X-TRAIL FCV」2003年モデルを出展。
  - 11月 - AMVシャムロックラリー（モロッコ）T2クラスに参戦。総合優勝および総合4位（T2ガソリン車クラス2位）。
  - 12月24日 -「St」と「Xt」を廃止し「Stt」と「Xtt」を追加。アームレストスルー機構付大型リヤシートアームレスト、前席ヒーター付シート、キセノンヘッドランプ、後席リラックスモード付ヘッドレストなどを装備。同時に「GT」を一部改良し、17インチアルミロードホイール、インテリジェントキー、後席リラックスモード付ヘッドレストなどが装備された。
- 2005年
  - 2月 - パキスタンへの輸出を開始。
  - 4月 - オート上海2005に「X-TRAIL FCV」を出展。
  - 12月14日 - 一部改良を実施。
    - 「Stt」と「Xtt」に、2Lのペットボトルが3本収納できる「シートバックXポケット」を新たに設定、「ハイパールーフレール」を標準装備した。また、2006年1月から改定される灯火器技術基準に適合させるために、全グレードにヘッドランプレベライザー、ハイマウントストップランプを標準装備。同時に特別仕様車「スクラッチガードコートエディション」を追加。世界で初めて、塗装表面の擦りキズ痕が復元するクリヤー塗装「スクラッチガードコート」を採用。
- 2006年11月15日 - 一部改良。「Stt」と「Xtt」を廃止。「Sドライビングギア」を追加。ボディ色に「アイアングレー・メタリック」を追加し全7色になった。同時に特別仕様車として「Xエクストリームレザー」を追加し、タン色本革シート、木目調パネルなどを装備した。
- 2007年
  - 2月19日 - 神奈川都市交通にエクストレイルFCVのハイヤーを納入。日本で初めての燃料電池車のハイヤーとなった（2011年1月まで）。
  - 7月 - 生産終了。在庫対応分のみの販売となる[1]。
  - 8月 - 2代目と入れ替わる形で販売終了。
- 2008年7月23日 - ドイツ・ニュルブルクリンク北コース（オールドコース）にてエクストレイルFCVのタイムアタックを実施、最速タイムは11分58秒を記録。燃料電池車としては最速の記録となる[2]。
- 2011年3月1日 - イースタンエアポートモータースにエクストレイルFCVのハイヤーを納入。

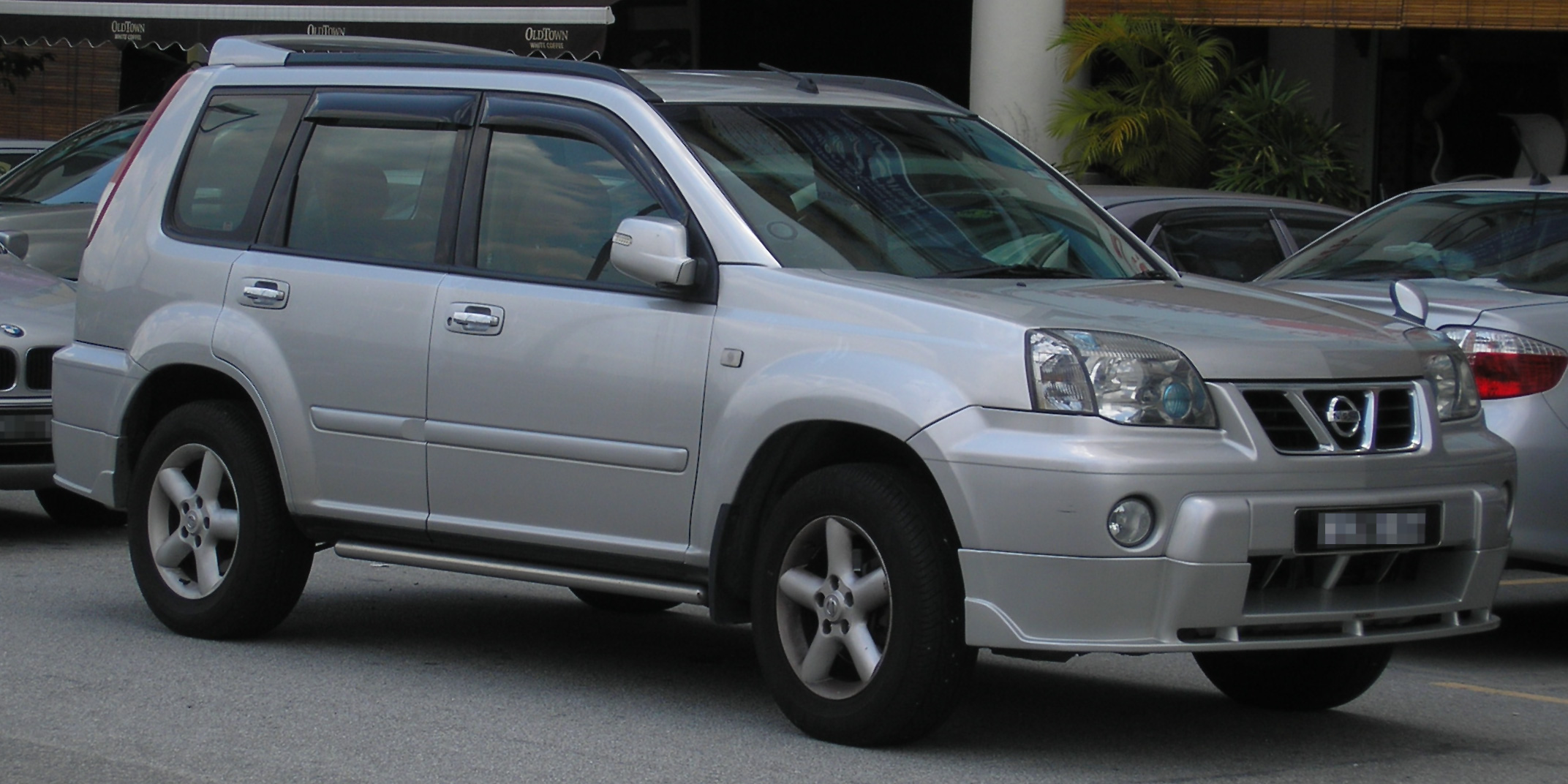
マレーシア仕様
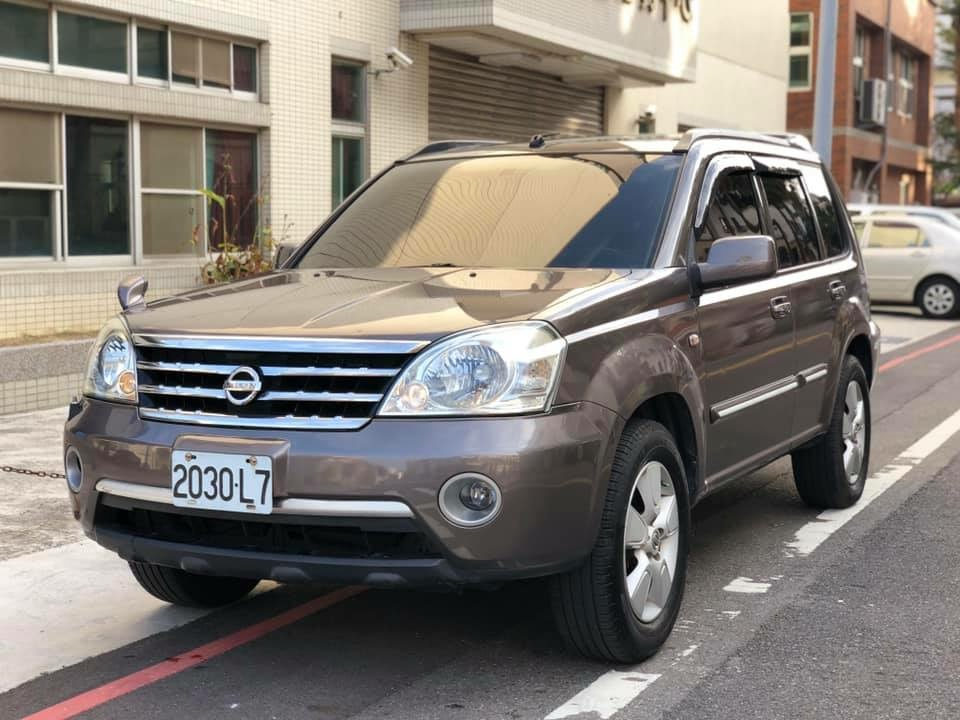
台湾仕様

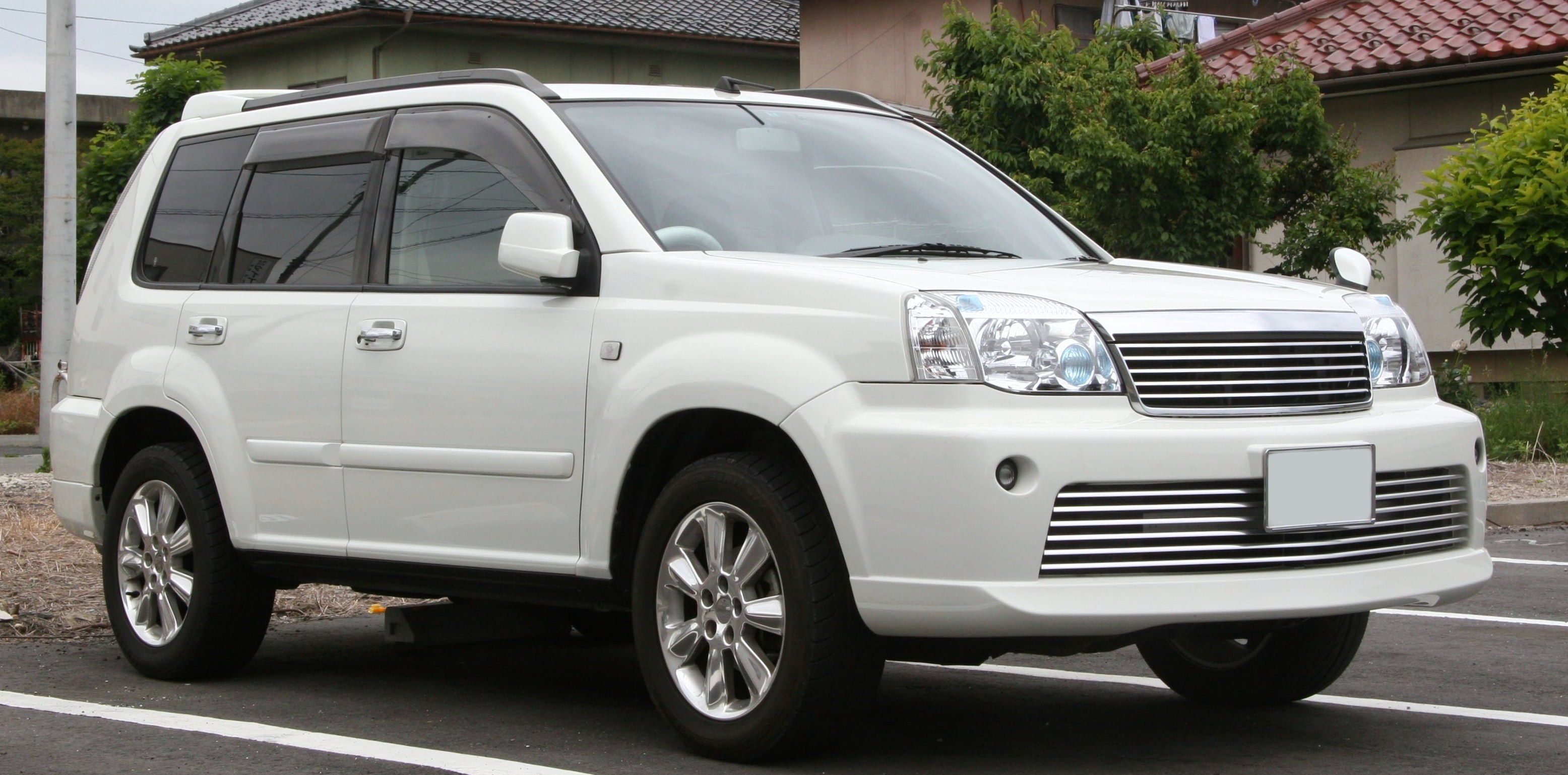
ライダー（2003年6月改良型）
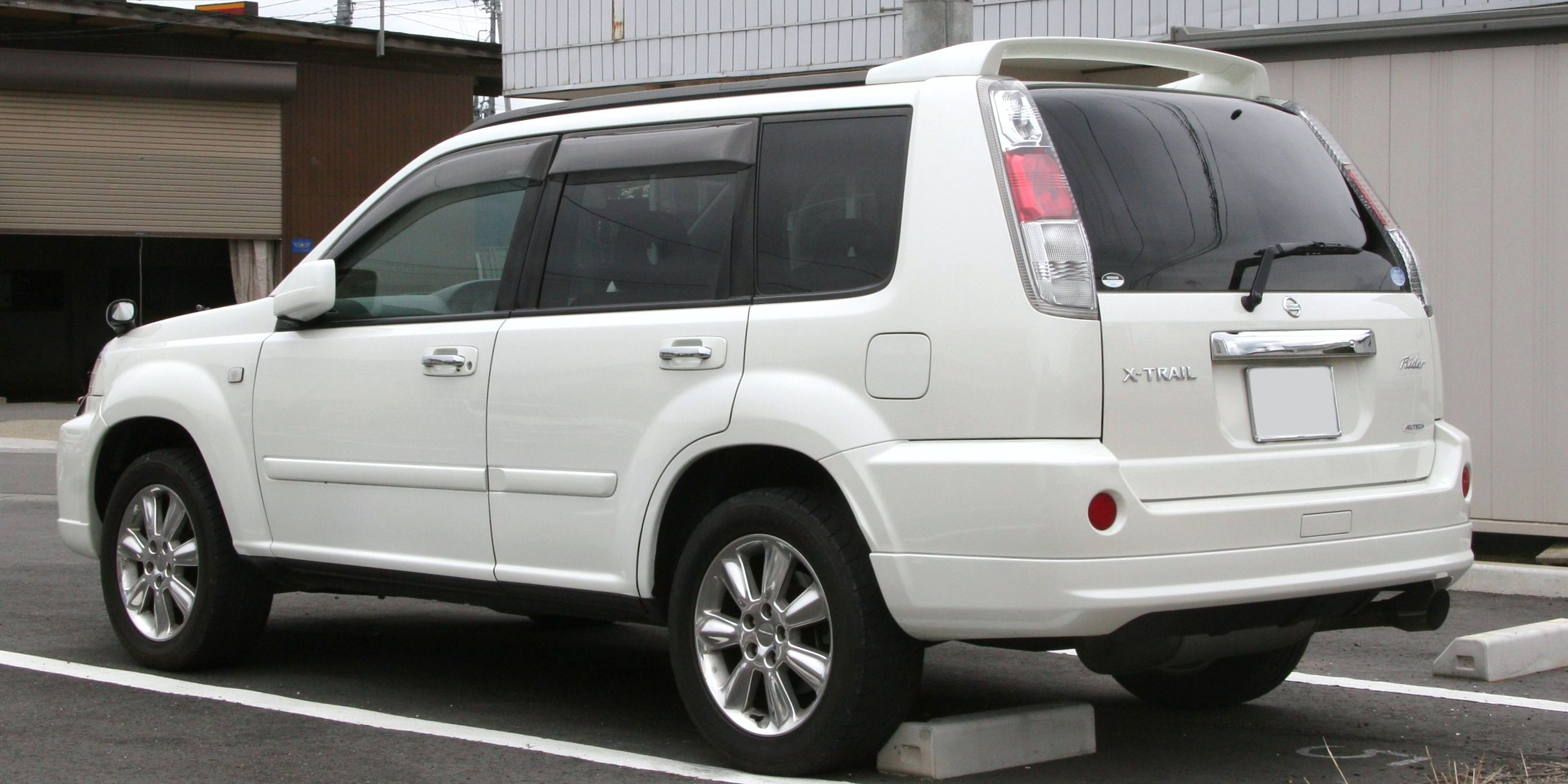
ライダー リア（2003年6月改良型）
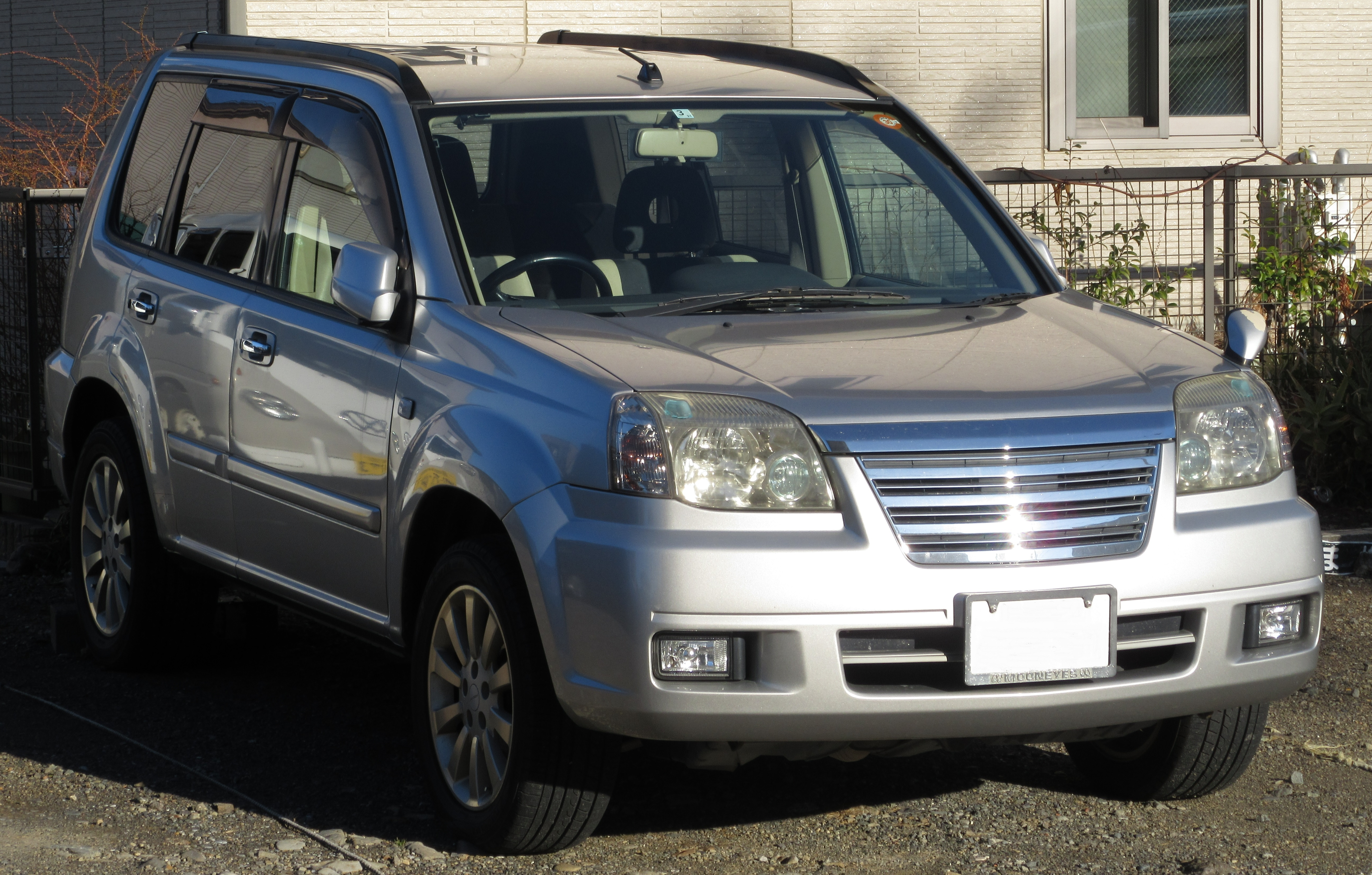
アクシス
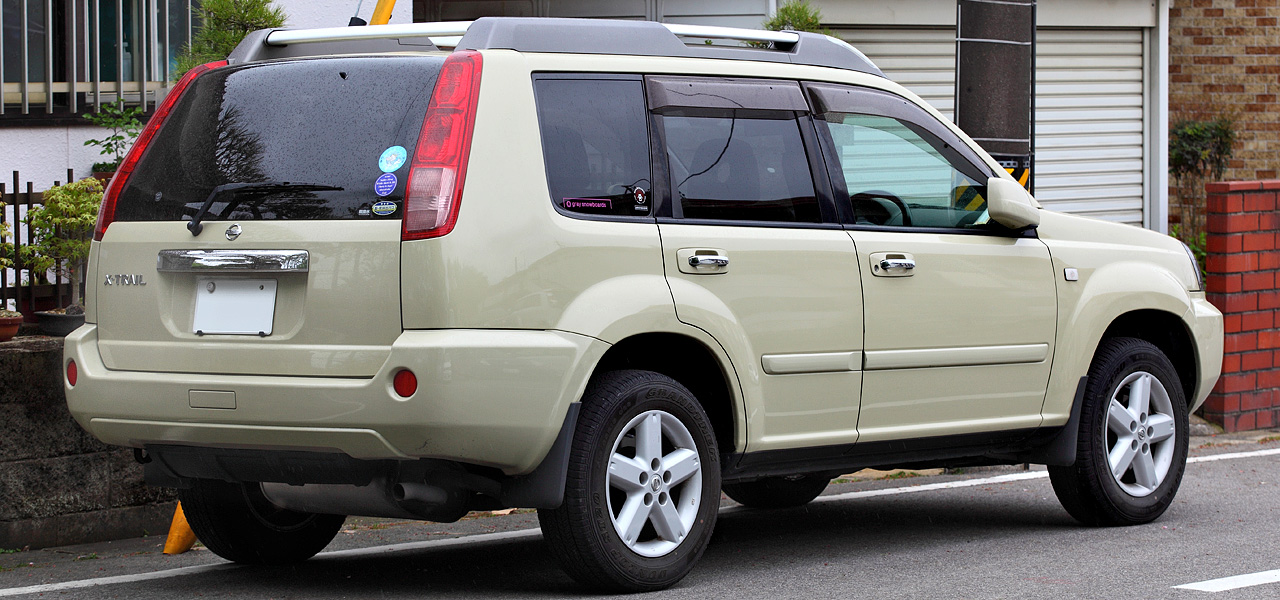
2003年6月改良型リア
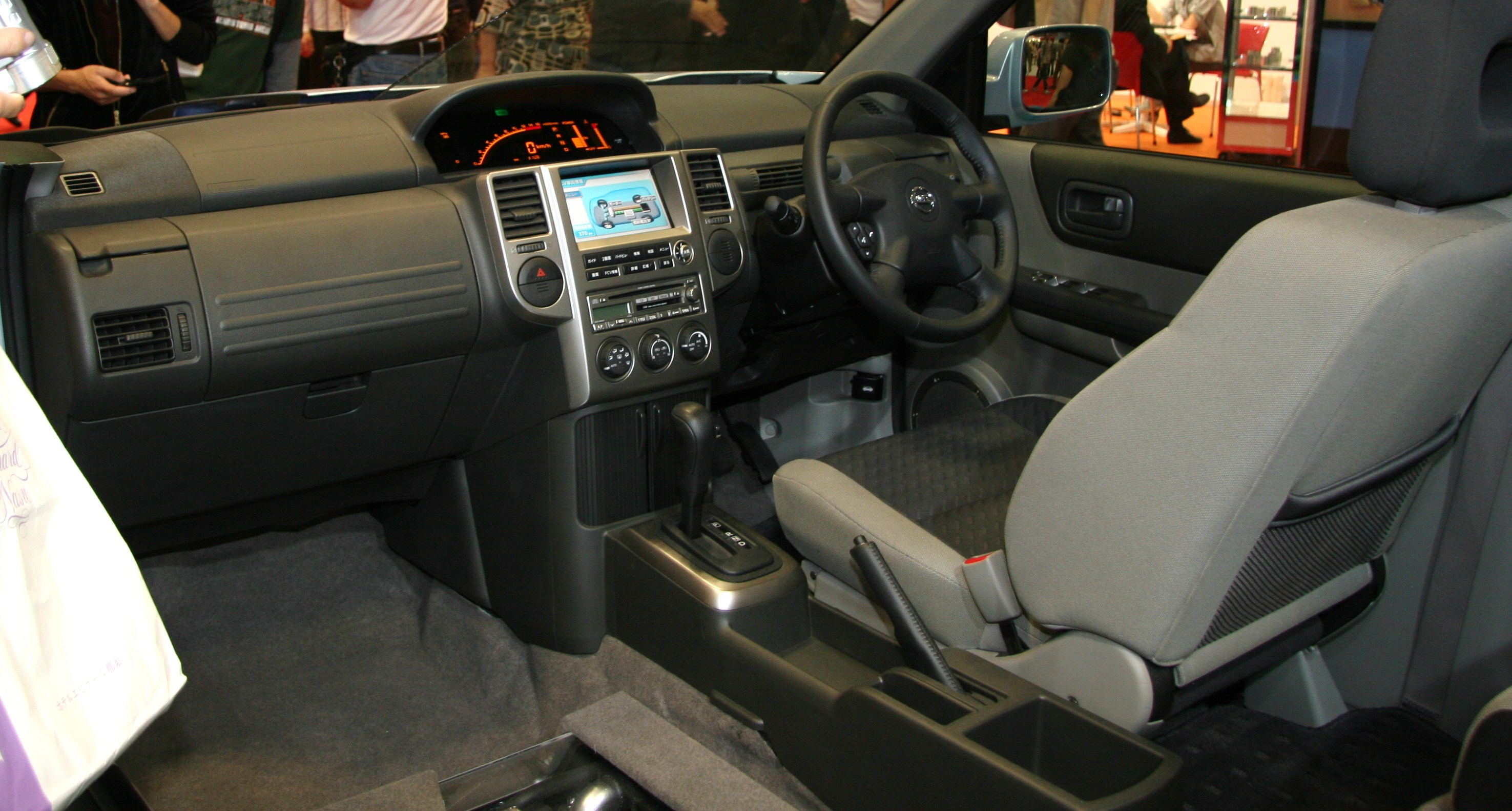
室内 エクストレイルFCV

## 2代目 T31型（2007年 - 2013年）
プラットフォームは日産・Cプラットフォームを使用し、エンジンは2,000ccのMR20DEと2,500ccのQR25DEが設定され、4WDの20Xにはシリーズ唯一となる6MTの設定がある。同時に、20S・25Sをベースとしたオーテック扱いのアクシスもラインアップされている。アクシスには専用色としてシャンパンゴールドも設定される。なお、ターボ車は平成17年排出ガス規制に適合せず、今回のフルモデルチェンジを機に廃止された。
2008年9月にはルノーと共同開発した2000ccターボのクリーンディーゼルが追加された。また、アクティブに使うユーザーに向けた考えから、防水シートなどが全車標準装備された。
4WD仕様のメカニズムは「オールモード4X4-i」と呼ぶシステムを搭載した。システムとしてはセンターデフを持たない一般的なスタンバイ式四輪駆動である。
初代はセンターメーターだったが、2代目はごく一般的な運転席前に移動した。また初代で樹脂製だったフェンダーは生産性を向上させるため廃止された。「ポップアップステアリング」や「フル防水インテリア」、「ハイパールーフレール」は使い勝手を向上させた上で継承されている。なお、サイドブレーキレバーは、左ハンドル車・右ハンドル車共通で左の位置に装備されたため、右ハンドル車ではドライバーから遠くなっている。
T31型へのモデルチェンジを機に、寒冷地仕様が標準装備となった。

### 年表
- 2007年
  - 3月 - ジュネーブ・モーターショーで公開[3]。
  - 4月26日 - 日産自動車本社で、プレス向けに日本仕様が公開された。欧州仕様とはフロントグリルが異なる。
  - 8月22日 - 日本で発売。月販目標台数2,000台と発表されている。なお、発売に先駆けて日産ではティザーキャンペーンを行っており、7月半ばごろから販売店で実車が展示されていた。斜面での走行を支援するヒルディセントコントロール（2WD車およびガソリンエンジンMT車を除く）と斜面発進を支援するヒルスタートアシスト（4WD車のみ）を搭載。ボディには軽い傷なら時間が経つと修復する「スクラッチシールド」塗装を一部の色に採用（スクラッチシールドは旧型後期で採用されたスクラッチガードコートの進化版である）。また、10月頃に欧州でも発売された。
- 2008年
  - 9月4日 - コモンレール式ディーゼルエンジンを搭載した「20GT」を日本で発売。オールモード4x4-iに6速MTの組み合わせのみでCVTの設定はない。
    - 欧州仕様がベースのため、同仕様と同じフロントバンパーとグリル、そして後席中央の3点式シートベルト[注釈 9]が標準装備されるほか、防水シートはクロス（ジャージ）に変更[注釈 10]、ガソリン車では一部塗色のみの設定だったスクラッチシールドが全色に設定[注釈 11]、テレスコピック・ステアリングが装備される（日本仕様では20GTのみの装備）、ガソリンMT車には装備されないヒルディセントコントロールが装備されるなど、ガソリン車とは装備内容に多少の違いがある。

  - 11月26日 - 小変更。プライバシーガラスやスクラッチシールドを全色標準装備化。外装色もデザートアンバー・パールメタリックが廃止され計7色となった。
    - 同時に、特別仕様車の「St」「Xt」「DRIVING GEAR」を追加するとともに、オーテックジャパン扱いのアクシスにも足回り性能を向上させた「パフォーマンススペック」（4WDのみ）を追加。Xt、StはそれぞれS、Xをベースに前後ヒーター付シート、ASCD（オートスピードコントロール装置）、マッドガードなどを装備した冬季仕様で、DRIVING GEARは18インチアルミホイールやサイドモール、20GTと同じファブリック/トリコット内装などを装備したスポーツ仕様である。

  - 11月3日 - 中国において、東風汽車有限公司がモデルチェンジして発売。
- 2009年
  - 1月29日 -「20GT」が平成20年度第19回省エネ大賞、資源エネルギー庁長官賞を受賞。
  - 4月23日 - 2.0Lガソリン・4WD・CVT車の燃費性能を向上。CVTの制御変更等により「平成22年度燃費基準+25%」を達成。
  - 12月9日 - 一部改良。ガソリン車の「X」をベースに、前席&後席左右ヒーター付シート、リアシートリラックスヘッドレスト、そして、「St」「Xt」で採用されていたASCD（4WD車のみ）などを装備した新グレード「Xtt」を追加。
    - 同時に、装備仕様を変更。「DRIVING GEAR」と同様に全車ブラック内装となり、ポップアップステアリングが廃止された代わりに、20GTのみに標準装備されていたチルト・テレスコピック調整機構がガソリン車全車に標準装備化された。なお、「Xtt」の発売に伴い、グレード体系が「20S」「20Xtt/25Xtt」「20GT」の3種に整理された。
- 2010年7月8日 - マイナーチェンジを発表（7月16日販売開始）。
  - フロント周りが“X”を強調したデザインに統一されると同時にヘッドライトのデザインも一新。また、リアコンビランプの配色を変更すると同時に、ブレーキランプ部分をLEDに変更した。足回りは20S・20Xの17インチアルミホイールのデザインとタイヤサイズを変更し、20GTは従来設定されていたDRIVING GEARと同じデザインの18インチアルミホイールを新採用。
  - ボディカラーは「サファイアブルーパールメタリック」を廃止する替わりに、新色の「スチールブルーメタリック」と「ヒマラヤンカーキメタリック」を追加し、新色2色を含む7色を設定。
  - インテリアでは大径メーター中央に瞬間燃費計やメンテナンス必要時期などを表示する車両情報ディスプレイを採用。従来の7セグ＋液晶セグメントの簡易表示から白色ドットマトリックス方式化され、2バイト文字表示対応とグラフィカルな各種警告表示の対応など、大幅に情報量が増加した[注釈 12]。また、ピラー内装色とクロスシートの素材も変更され、4WD・CVT車に路面状況や坂の勾配に応じて走行速度を設定できるアドバンスドヒルディセントコントロール（速度設定機能付）も採用し、全車に保温保冷機能付グローブボックス、インテリジェントキー+エンジンイモビライザー（「20S」を除く）、後席中央3点式シートベルト&ヘッドレスト（前者についてはGTは従来から標準装備済）も新たに標準装備された。
  - グレード体系も見直され、ガソリン車はベーシックグレードの20Sを4WD車のみに、装備が充実した20Xtt/25Xttは名称を「20X/25X」に戻し、「20X」の4WD車はCVTのみとなった。クリーンディーゼル車の「20GT」には新たにマニュアルモード付6速AT車を設定した。
  - オーテックジャパン扱いの特別仕様車は従来のアクシスに替わり、「エクストリーマーX」を設定した（8月23日販売開始）。本グレードはクロスオーバーSUVとしての存在感・重厚感とオフロード走行時などの車両下部の保護を兼ね備えるフロントオーバーライダー・フロントアンダーカバーや大型フォグランプなどの外装パーツを装備。また、HDDナビゲーションを追加装備しながら価格上昇分を抑えた「エクストリーマーX プラスナビHDD」も設定した。
- 2011年6月21日 - 20Xをベースに、キセノンヘッドランプ（ロービーム、プロジェクタータイプ、オートレベライザー付）とハイパールーフレール、「20GT」の専用装備であった18インチタイヤとアルミホイールを装備した特別仕様車「20Xt」を発売。併せて、オーテックジャパン扱いの特別仕様車「エクストリーマーX」にも「20Xt」ベースの「20Xt エクストリーマーX」を追加設定した。
- 2012年
  - 7月17日 - 特別仕様車「20Stt」・「20Xtt」を発売。前者はインテリジェントキー、エンジンイモビライザー、フロントバンパー組込みハロゲンフォグランプ、ASCD（オートスピードコントロール装置）などを標準装備し、利便性や快適性をさらに向上。後者はキセノンヘッドランプや18インチタイヤ・アルミホイールなどを標準装備してより精悍なエクステリアとした。併せて「20GT」の仕様向上を行い、要望が多かった防水シート、全席ヒーター付シート（後席中央席を除く）、リラックスヘッドレスト（後席）を追加した。また、グレード体系の一部見直しを行い、2WD車は特別仕様車の「20Xtt」のみに集約した。オーテックジャパン扱いの「エクストリーマーX」は新たに「20Xtt」の4WD車をベースにした「20Xtt エクストリーマーX」を追加し、「20GT エクストリーマーX」はベース車に準じた仕様向上を行った。
  - 10月3日 - オーテックジャパン扱いの特別仕様車「エクストリーマーX」にフロントグリルやフロントオーバーライダーのフィニッシュにダーククロムを、アンダーカバー・フォグランプフィニッシャー・18インチアルミホイールにダークメタリックをそれぞれ採用し、個性を際立たせてさらに力強いスタイルとした特別仕様車「ブラック エクストリーマーX」を発売。
- 2013年
  - 1月11日 - クリーンディーゼル車にヒーター付シート（後席中央を除く全席）、後席リラックスヘッドレスト、ASCD（オートスピードコントロール装置）を省き、スピーカーを4スピーカーに、タイヤ・アルミホイールを17インチにそれぞれ変更したことでより購入しやすい価格設定とした「20GT S」を追加。2.5Lガソリン車は従来の「25X」にキセノンヘッドランプとハイパールーフレールを追加装備した新グレードの「25Xtt」に差し替えた。また、オーテックジャパン扱いの「エクストリーマーX」にも「20GT S」・「25Xtt」を追加した。
  - 6月21日 - ガソリン4WD車の最廉価グレードである「20S」の価格を改定。装備内容は同一のまま、車両本体価格を219.03万円から199.08万円に値下げした。
  - 10月24日 - ガソリン車のフルモデルチェンジ発表に合わせ、クリーンディーゼル車の仕様変更を実施。
    - 法規対応のため、「ウォッシャブルダブルラゲッジ」が凹凸が少ないフラットな形状となり、後席ダブルフォールディング時でもほぼフラットな荷室になった。また、ボディカラーの「ヒマラヤンカーキメタリック」が廃止となったほか、シートは防水シート（セルクロス/ネオソフィール/パートナーコンビシート）が基本となり、クロスシート（スウェード調トリコット）はメーカーオプション設定（「20GT」のみ）に変更した。オーテックジャパン扱いである「エクストリーマーX」・「ブラック エクストリーマーX」のクリーンディーゼル車も継続販売される。

  - 11月 - 生産終了。在庫対応分のみの販売となる[4]。
  - 12月 - 3代目と入れ替わって販売終了。
- 2014年12月16日 - クリーンディーゼル車のエントリーグレード「20GT S」およびオーテックジャパン扱いの「20GT S エクストリーマーX」において車両本体価格の価格改定を行い、該当グレード全てで一律21.6万円の値下げを行った[5]。
- 2015年2月 - クリーンディーゼル車の生産・販売を終了。これにより、ガソリン車を含めた2代目モデルの生産・販売を終了した。

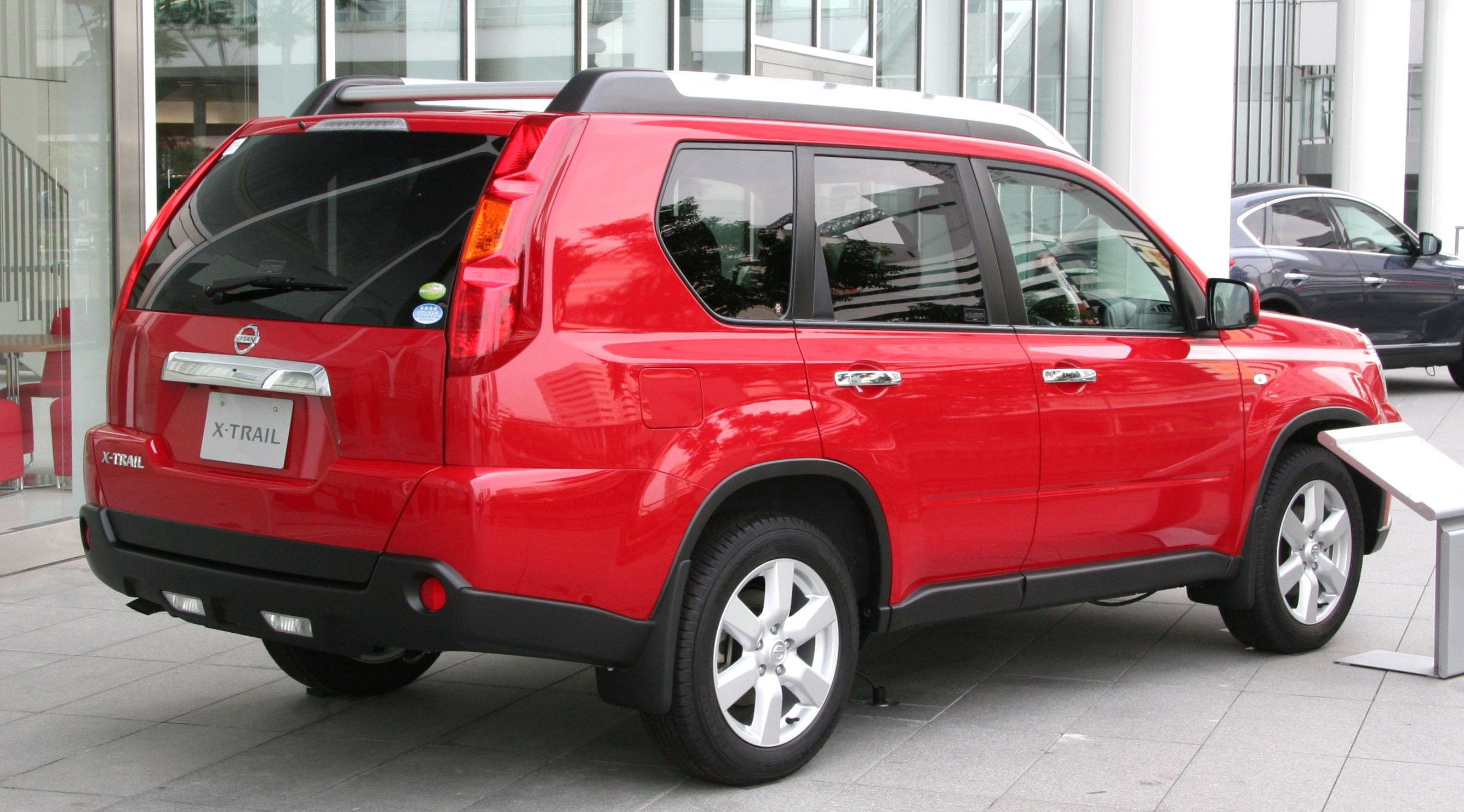
2007年8月販売型 リア
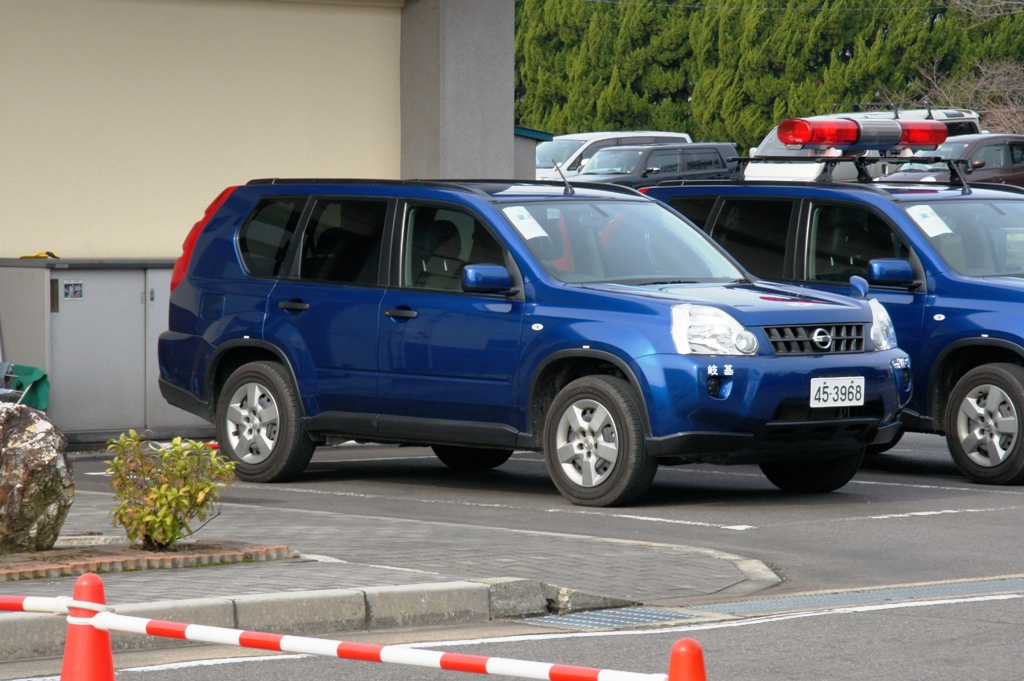
前期型（自衛隊所属）
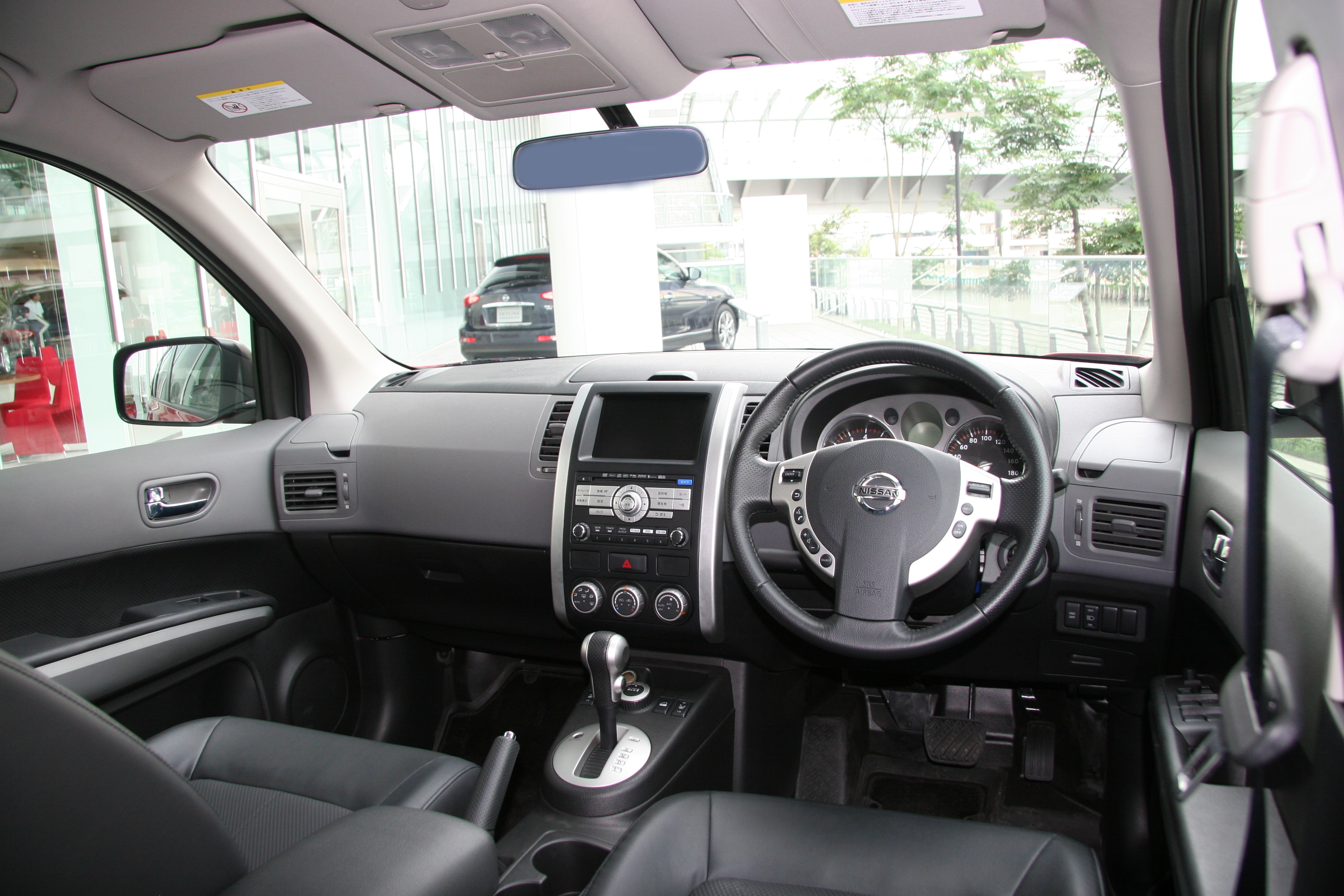
室内（2007年8月販売型）
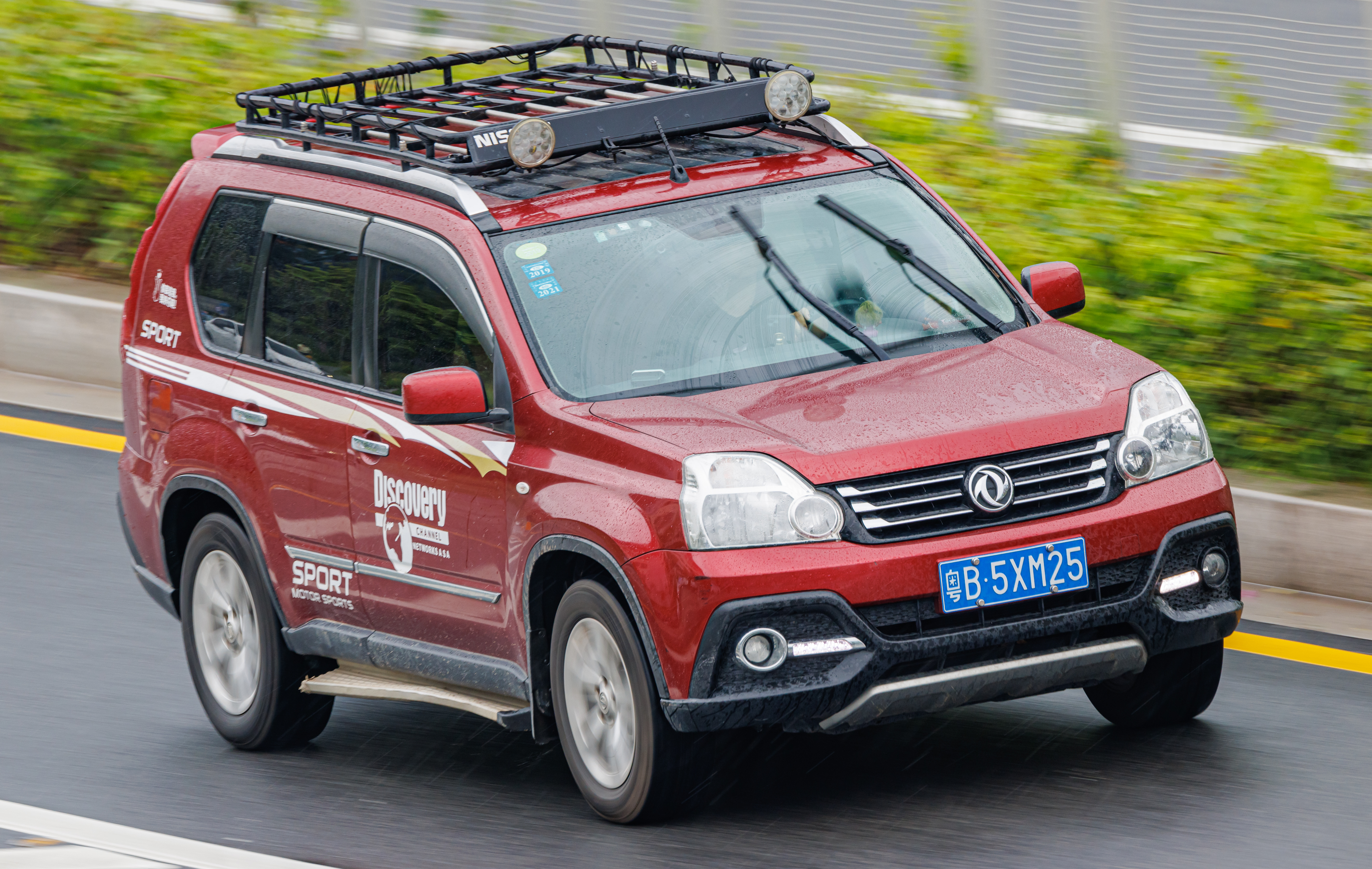
東風風度MX6

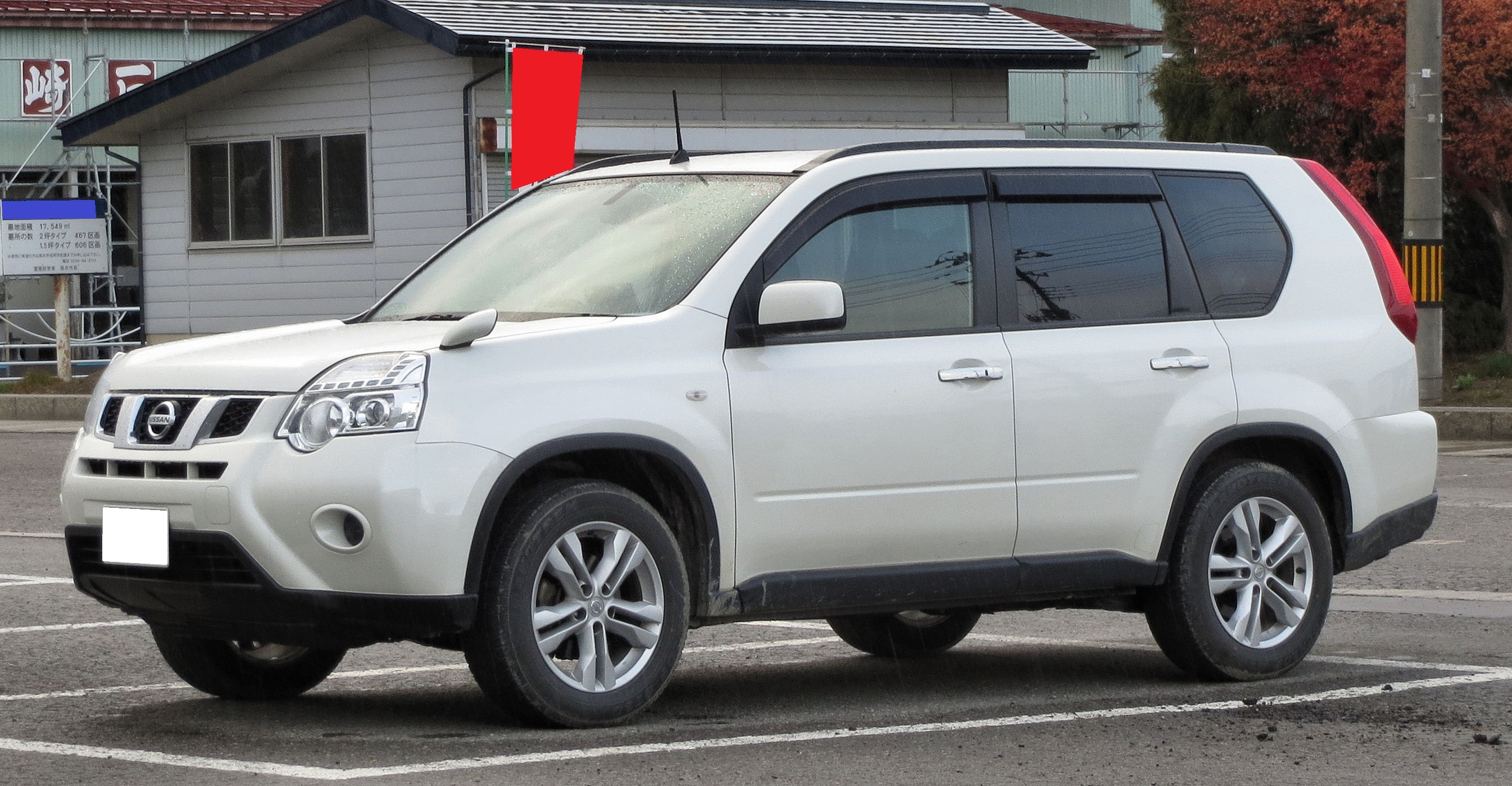
20X 2010年7月改良型
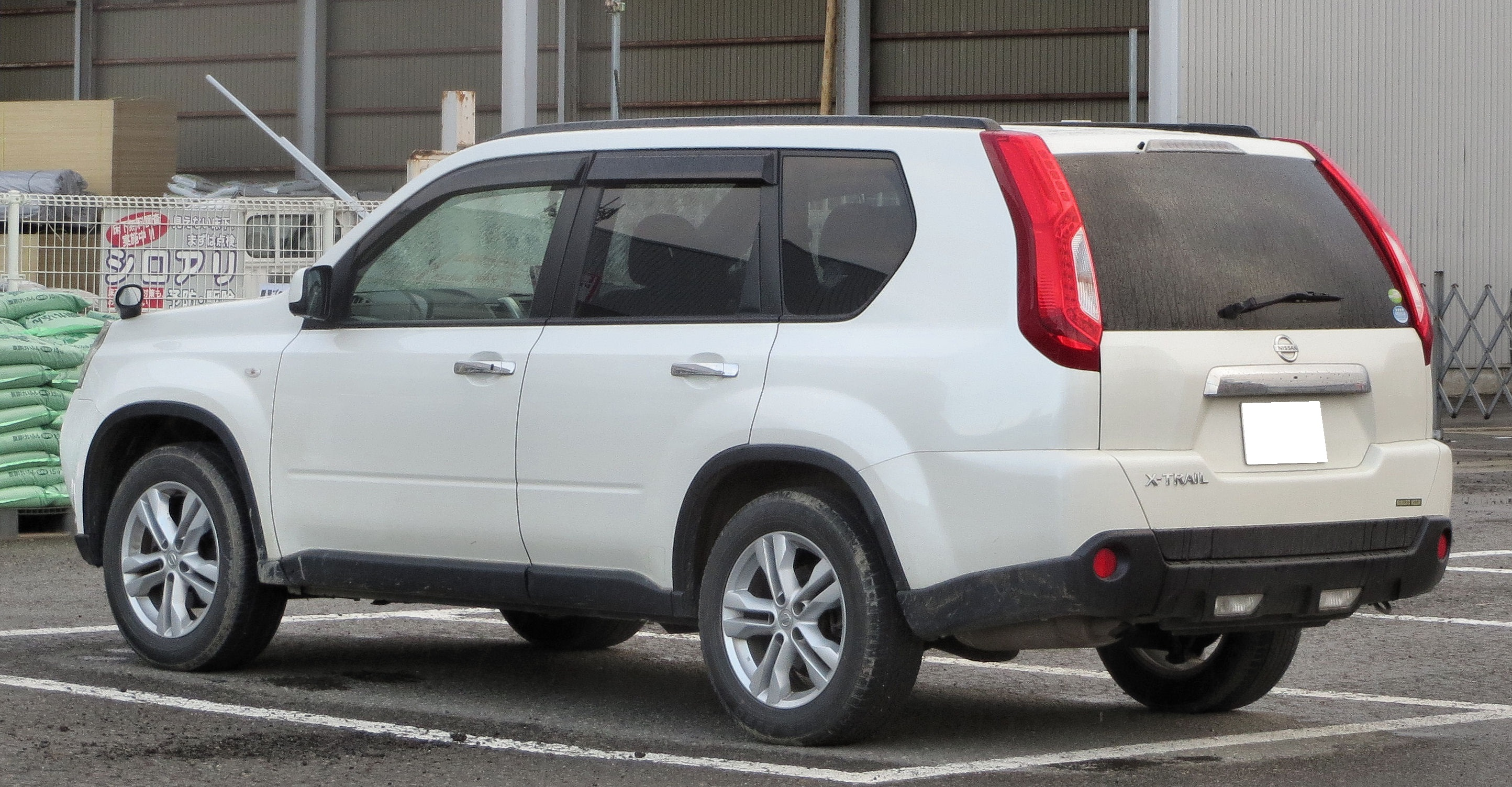
20X 2010年7月改良型 リア
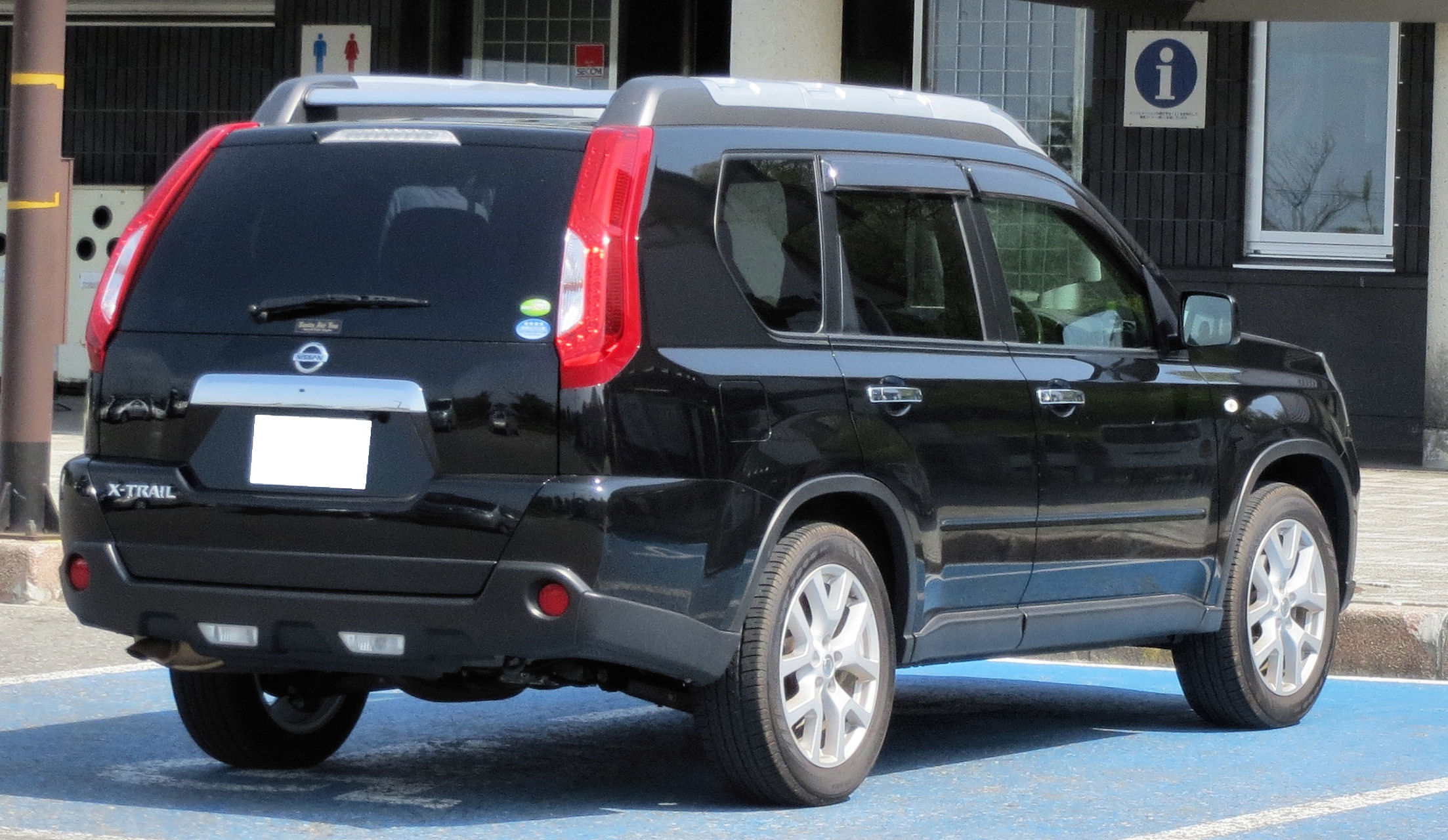
20Xtt 2010年7月改良型 リア

### クリーンディーゼル車

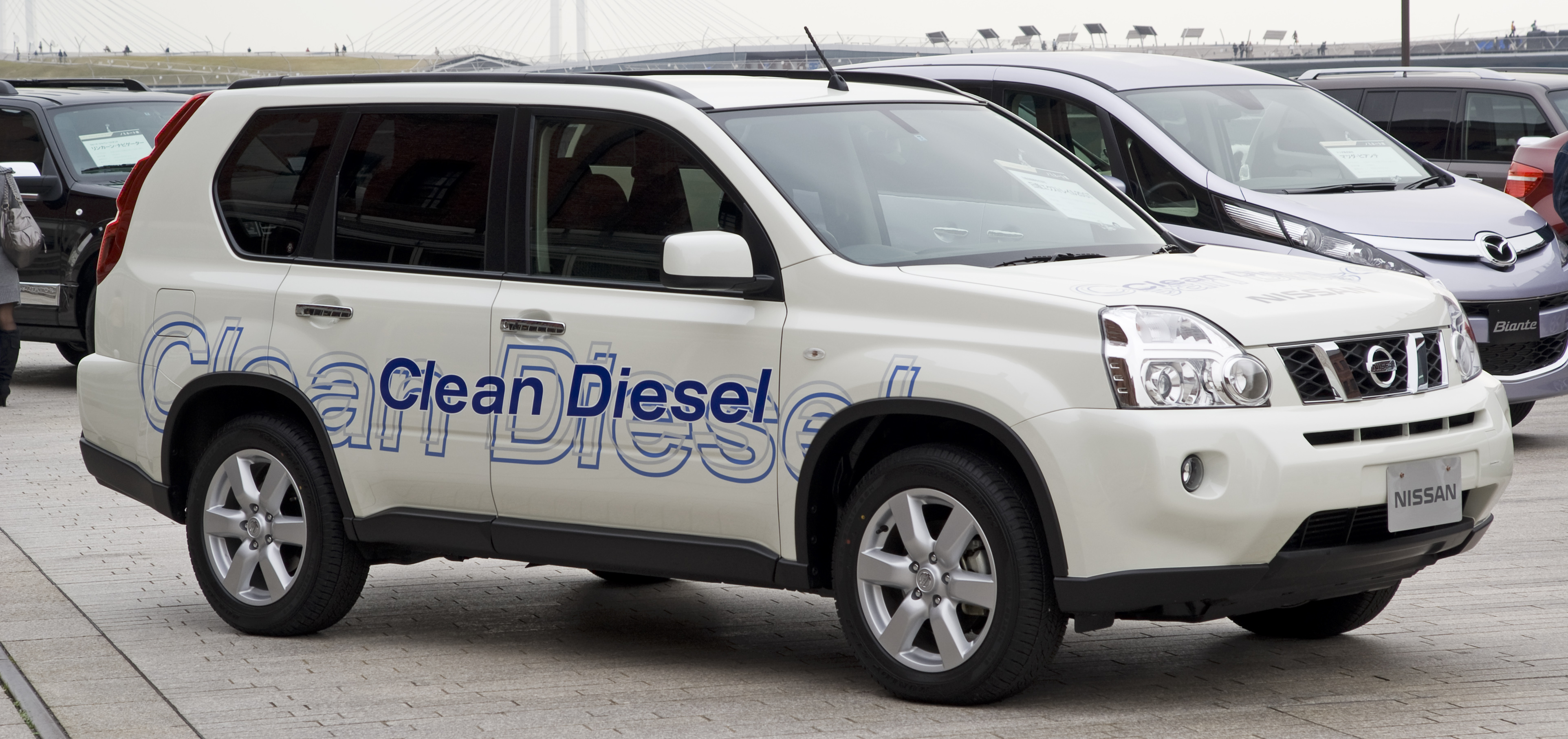
クリーンディーゼル搭載 20GT（前期型）。排出ガス適合記号はLDA、型式はDNT31となった。

2008年9月から日本で販売を開始した。世界で初めてポスト新長期規制に適合した。
ルノーと共同開発したM9R型エンジンは、噴射圧1600バールのピエゾインジェクターを持つコモンレール式直噴ディーゼルエンジンで、173PSの高出力に加え、V6 3.5Lガソリンエンジンなみの36.7kg·mという高トルクを、それぞれわずか3,750rpmと2,000rpm で発揮し、なおかつ低燃費をも実現した、エクストレイルシリーズ最高のハイパフォーマンスエンジンとなった。従来のディーゼル車で問題となっていた騒音も、ガソリンエンジン同等に抑えられており、振動対策としてバランサーシャフトも備える。
すでに欧州に投入されている「ユーロ4」準拠のものにDPF（粒子状物質減少装置）とリーンNOxトラップ触媒が新たに追加され、日本国内のポスト新長期規制にも前倒しで対応している。
高度な機構と精緻な制御により高性能と低エミッションを両立しているが、装備に若干の違いがあるもののこれまでの最高価格車である2.5 L のガソリン車に比べ、約48万円高（後期型）となっている。
組み合わされるトランスミッションは、当初は欧州仕様同様の6速MTのみであったが、2010年7月にマニュアルモード付6速AT搭載車を追加した。6速AT車では、ディーゼル専用高分散型リーンNOxトラップ触媒とオートマチック車専用高精度エンジン制御を採用した。
フロントグリルやバンパーなどの外観は欧州向けと同様となっている。
同出力のガソリン車よりも二酸化炭素の排出量を抑えると共に3割ほどの燃費向上を実現した。その証として、バックドアには「PURE DRIVE / dCi」エンブレムが装着されている。PURE DRIVEとは、日産が既存のエンジンに次世代の低燃費技術をかけ合わせた“エンジン進化型エコカー”の総称で、20GTはPURE DRIVEの第2弾として展開された。
なお、2009年4月から施行された「環境対応車普及促進税制」により、この「20GT」は「次世代環境車」として自動車重量税・自動車取得税が全額免税される。

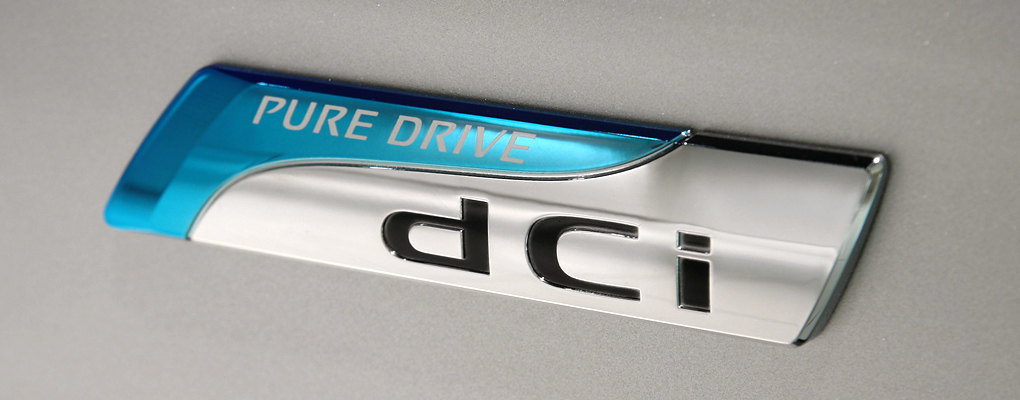
PURE DRIVE / dCiエンブレム
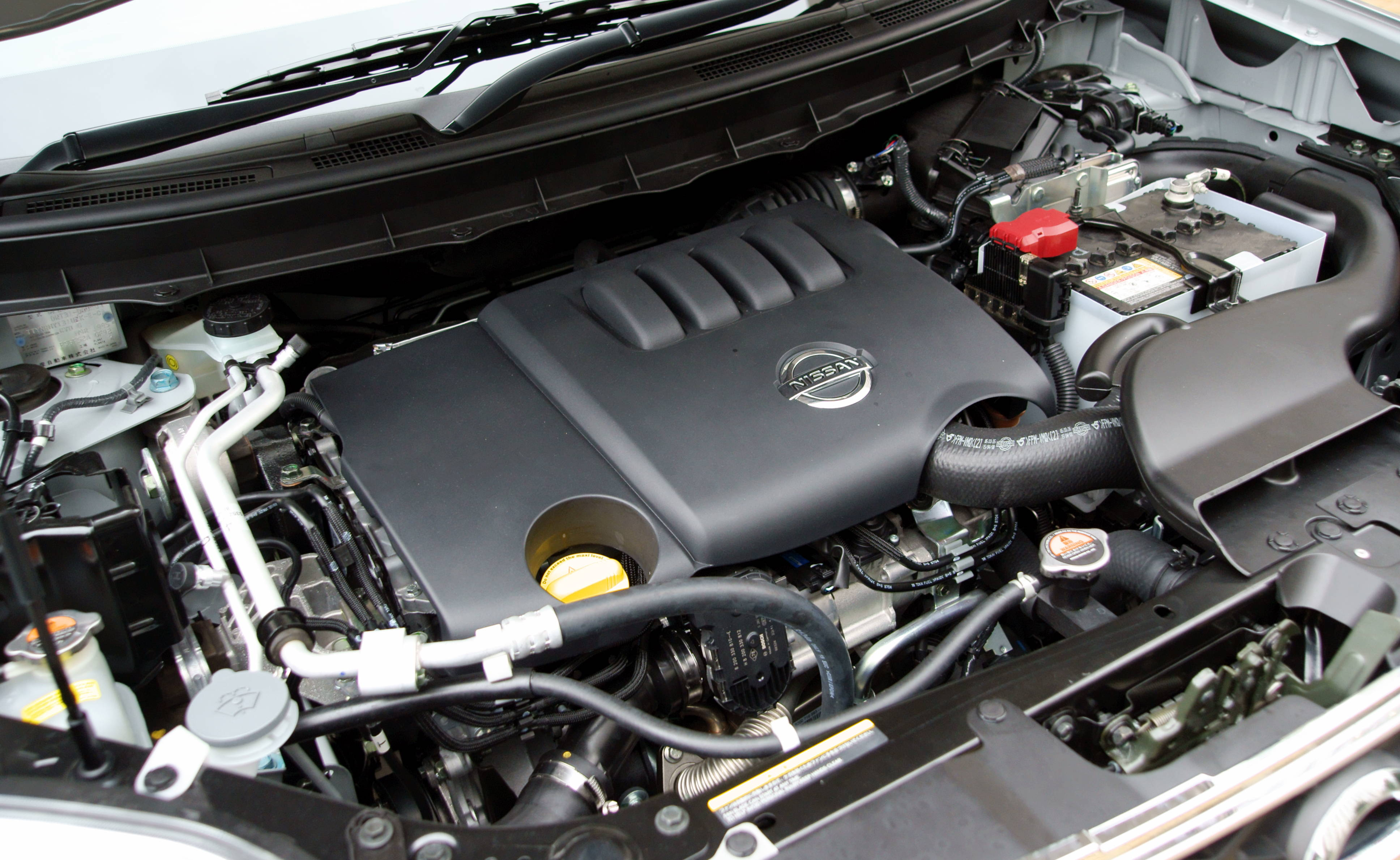
M9R型エンジン
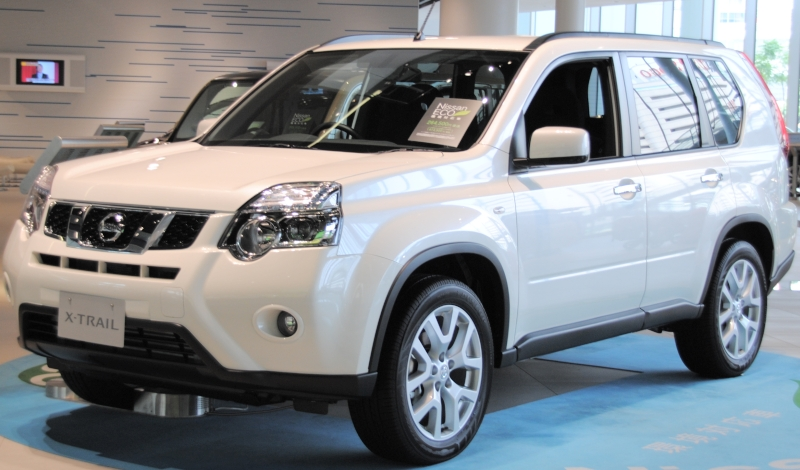
2010年7月改良型
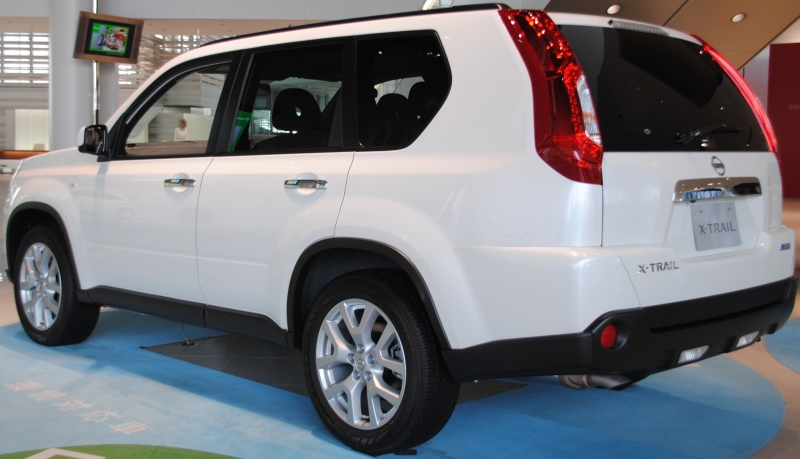
2010年7月改良型 リア

## 3代目 T32型（2013年 - 2022年）
3代目は、タイヤ外径は724mmという大きめのタイヤで最低地上高が205mmと高いハッチバック系の車となった。
3代目はルノーと共同開発したエンジニアリングアーキテクチャ「CMF」を採用。併せて、2代目までのタフで高性能なSUVのイメージはそのままに、2代目の兄弟車であったデュアリスのオンロード向きSUVとしてのテイストを加味させたSUVに転換、内外のスタイリングに歴代との共通点は無くなった。フロントデザインはグリルからエンジンフードへつながる「Vモーションシェイプ」とブーメラン型のLEDヘッドランプシグネチャーを採用し、リアのLEDリアコンビランプもブーメラン型となった。2017年6月改良型ではフロントの「Vモーションシェイプ」が拡大してコンパクトカーのE12・2016年11月改良型ノートに近い形状となり、ヘッドランプとリアコンビランプは輪部を強調させるためブラックハウジングを施した。
2013年11月7日にデュアリスのヨーロッパ向け仕様にあたるキャシュカイがフルモデルチェンジされた際、7人乗り・ロングボディ仕様のキャシュカイ+2が初代限りで廃止となったことで、3代目で新たに設定された3列シート車（7人乗り）がキャシュカイ+2の後継車種として役割を担うこととなっている。北米では、2代目ローグとして販売されている。
ボディサイズは全長が4.6mを超え、全幅も1.8mを超え、かつて日本国内で販売されていたテラノの3サイズよりも大きくなった。
日本仕様では販売開始当初、クリーンディーゼル車を2代目から継続販売された関係で2.0Lガソリン車のみの設定となるが、C26型セレナと同じ2.0L直噴エンジンMR20DD型に置換された。2015年4月にはMR20DD型をベースにしたハイブリッド車を追加設定した。また初代から採用されている防水シートも継続採用となっている。
4WD車は4輪駆動システム「ALL MODE 4×4-i」を継続採用するほか、世界初の機能として、車輪速を検知して車体の上下の動きを予測し、エンジン制御、または、エンジンとブレーキの制御を行うことで起伏のある路面走行時における姿勢変化や振動を抑制する「アクティブライドコントロール」とコーナリングやブレーキング時にエンジンブレーキを付加させることでブレーキペダルの操作負担を軽減する「アクティブエンジンブレーキ」が新たに採用された。なお4WDは、走行状況に応じて前後トルク配分を100：0から約50：50に切り替え、走行安定性を発揮する。
衝突被害軽減ブレーキ（日産での呼称は「エマージェンシーブレーキ」）もオプションで装備できるが、JNCAPの試験では時速30キロでも衝突してしまうなど、性能の低いものが搭載されていた（例えば同じ日産でもスカイラインは50キロでも衝突しないものが搭載されている）。時速10キロ以下では動作しないので、衝突回避できるのは時速10キロ以上20数キロ未満と、衝突回避能力は低く極めて限定されていた。しかし、2017年6月のマイナーチェンジにて、JNCAPで満点を取得しているC27型セレナと同等のものとなり性能向上が図られた。

### 年表
- 2013年
  - 9月10日 - フランクフルトモーターショーにて、3代目エクストレイルを世界初公開することを発表[7]。
  - 10月24日 - 同年12月に日本でフルモデルチェンジすることを発表[8]。併せて、日本仕様車の概要も発表された。
  - 11月 - 2代目ローグとして北米での販売が開始される。
  - 12月11日 - 日本仕様のフルモデルチェンジを正式発表（12月16日販売開始）[9]。2代目に設定されているクリーンディーゼル車は3代目へのフルモデルチェンジ後も継続販売。
    - 内装では防水仕様のシート・ラゲッジを継承しつつ、新たに荷室の間仕切りができる防水ラゲッジボードを採用し、前席シートの背もたれパッドを中折れ（スパイナル）形状としたスパイナルサポート機能付シートを採用。さらに、インテリジェントキーをポケットなどに入れておき、手や物をセンサーの検知範囲にかざすだけで自動でバックドアが開く電動式リアテールゲート、日産の呼称でリモコンオートバックドア（ハンズフリー機能・挟み込み防止機構付）を新たに採用した。
    - 先進機能も導入され、装備されたフロントカメラにより、前方の車両や歩行者と衝突する危険を察知した場合にディスプレイ表示とブザーでドライバーに回避操作を促し、ドライバーが安全に減速できない場合には緊急ブレーキを作動させることで衝突回避、あるいは衝突時の被害や障害を軽減するエマージェンシーブレーキと、道路標識を認識し進入禁止路に入る可能性があるとシステムが判断した場合にドライバーにブザーと表示で知らせる進入禁止標識検知、さらに、踏み間違い衝突防止アシストとLDW（車線逸脱警報）を合わせた4点をパッケージ化した「エマージェンシーブレーキ パッケージ」を設定するとともに、リアカメラにより後側方の車両を検知するとサイドミラー周辺にあるインジケーターが点灯し、この状態から隣接車両の方向にウインカーを点灯させるとインジケーターの点滅とブザーによりドライバーに注意喚起を促すBSW（後側方車両検知警報）とドライバーのハンドル操作から車両のふらつきがあるとシステムが判断した場合、メーター内のディスプレイに「休憩しませんか?」が表示され、ブザーを鳴らすことによりドライバーに休憩を促すふらつき警報、ステアリングの自動操舵により縦列駐車や車庫入れを支援するインテリジェント パーキングアシストをメーカーオプションに設定した[注釈 16]。
    - 前述のようにエンジンの置換に加え、エクストロニックCVTはギアレンジの拡大や摩擦抵抗損失の低減を行い、車速の伸びに合わせてエンジン回転数を上昇させる新ステップ変速制御を採用した改良型となり、ECOモーター式のアイドリングストップ機能を新たに装備したことで燃費を向上し、全車「平成27年度燃費基準+10%」を達成した。なお、日産が展開しているエンジン進化型エコカー「PURE DRIVE」の車種となったため、バックドア右下に「PURE DRIVE」エンブレムが装着された。
    - 日本仕様のグレード展開は「20S」と「20X」を基本としており、「20S」は4WD・2列シート車のみの設定。「20X」は新設の3列シート車も設定されるほか、前述の「エマージェンシーブレーキ パッケージ」も設定される。また、オーテックジャパン扱いの「エクストリーマーX」もフルモデルチェンジされ、フロントオーバーライダー、アンダーカバー、大型フロントフォグランプ、アルミホイールなどを装備した。なお、「エクストリーマーX」は4WD車のみの設定である。
- 2014年
  - 2月25日 - 東風日産乗用車公司を通じ、同年3月末から中国で販売することを発表[10]。
  - 3月 - オーストラリアで販売が開始される。オーストラリア仕様はガソリンエンジンが2種とディーゼル1種の計3種類のエンジンが設定され、トランスミッションもCVTと6MTの2種類が用意される。グレード展開は2.0Lガソリン車は「ST（2WD 6MT）」のみ、2.5Lガソリン車は「ST（2WD/4WD CVT）」・「ST-L（2WD/4WD CVT）」・「Ti（2WD/4WD CVT）」の3グレード、1.6Lディーゼル車は「TS（2WD CVT/4WD 6MT）」と「TL（2WD CVT/4WD 6MT）」の2グレードがそれぞれ用意され、3列シート車は「ST」の2.5Lガソリン車と「ST-L」に設定される。
  - 7月 - ヨーロッパで販売が開始される。ヨーロッパ仕様は1.6Lガソリン車とディーゼル車の設定で、トランスミッションはオーストラリア向け同様にCVTと6MT（ただし、CVTは2WD車のみ）が設定されている。グレード展開は国によって多少異なるが、主に「Visia（2WD）」・「Acenta（2WD/4WD）」・「n-tec（2WD/4WD）」・「CONNECT（2WD/4WD）」・「Tekna（2WD/4WD）」などが設定されている。
  - 12月16日 - オーテックジャパン扱いの特別仕様車「20X ブラック エクストリーマーX」を発表（2015年1月15日販売開始）[5]。
    - チーム「日産X-TRAIL」に所属し、自身も「エクストリーマーX」を所有するプロスノーボーダー角野友基が商品企画に参加しており、既存の「20X エクストリーマーX」の特別装備に加え、フロントグリルをダーククロム化、フロントアンダーカバー、フォグランプフィニッシャー、アンダーカバー（サイド・リア）をダークメタリック化、17インチアルミホイールをブラックメタリック化、フロントオーバーライダーとリアアンダーカバーにはダーククロムフィニッシュを施した。さらに、「20X エクストリーマーX」ではメーカーオプション設定となっているLEDヘッドランプ（ハイ/ロービーム、オートレベライザー・フレンドリーライティング作動・シグネチャーLEDポジションランプ付）とルーフレールを標準装備した。また、「20X エクストリーマーX」同様に、「エマージェンシーブレーキパッケージ」も設定される。
- 2015年
  - 4月7日 - ハイブリッド車を追加設定（5月13日販売開始）[11]。
    - 1モーター2クラッチ・パラレル方式の独自のハイブリッドシステム「インテリジェント デュアル クラッチ コントロール」を採用。エンジンはガソリン車同様MR20DD型を採用するが、ハイブリッド化に合わせて補機ベルトを廃止し、低フリクションオイルシールを採用して基本性能を向上した改良型となる。また、コンパクトなリチウムイオンバッテリーを搭載することでモーター制御によるクラッチ操作を可能にし、ラゲッジスペースもガソリン車と遜色ないVDA容量400L以上の大容量を実現した。併せて、フロア下の空力性能を向上し、タイヤは専用の低転がり抵抗タイヤに変更。これらにより低燃費を実現し、「平成32年度燃費基準+20%」を達成した。メーターにはハイブリッドエネルギー表示とハイブリッドパワー計が追加され、スタビライザー（フロント・リア）とエマージェンシーブレーキ（自動ブレーキ）を標準装備。エクストレイルでは初となるスマートフォン連携機能付NissanConnectナビゲーションシステムをメーカーオプション設定した。また、バックドア右下に装着されている「PURE DRIVE」エンブレムはHGY51型シーマと同じ「PURE DRIVE / HYBRID」エンブレムとなり、左右フロントドア下にも装着される。カタロググレードは「20X HYBRID エマージェンシーブレーキパッケージ」のみの設定となるが、オーテックジャパン扱いの「エクストリーマーX」・「ブラックエクストリーマーX」にもハイブリッド車の「20X HYBRID エクストリーマーX　エマージェンシーブレーキパッケージ」、「20X HYBRID ブラックエクストリーマーX　エマージェンシーブレーキパッケージ」が設定される。

  - 5月6日 - ローグの後継車種として、台湾での生産・販売を開始。エンジンは2.0LのMR20DDと2.5LのQR25DEの2種類があり、後者には4WDも設定される。T30型はかつて同市場でも販売されていたため、2世代ぶりの投入となる。
  - 7月6日 - オーテックジャパン扱いのカスタムカー「モード・プレミア」を発売[12]。
    - 「20X エマージェンシーブレーキパッケージ」、「20X HYBRID エマージェンシーブレーキパッケージ」をベースに、専用デザインのフロントバンパー、フォグランプ、ボディカラーと同色化したフルカラードエクステリア（カラードホイールアーチガーニッシュ、カラードドアモール、カラードサイドシルガーニッシュ、フルカラードリアバンパー）、左右2本出しタイプのデュアルエキゾーストマフラー、18インチに大径化した専用デザインのアルミホイール、エクストレイルでは唯一の採用となる本革シートを採用した専用ハイコントラストレザーインテリア（ストーンホワイト/ブラック本革コンビシート、アルミ調フィニッシャー）を装備したほか、ガソリン車の「モード・プレミア」にはハイブリッド車に標準装備されているLEDヘッドランプを、ハイブリッド車の「モード・プレミア ハイブリッド」には専用LEDデイタイムランニングライトもそれぞれ装備した。

  - 12月16日 - 一部仕様向上並びに特別仕様車「20Xt エマージェンシーブレーキパッケージ」を発売[13]。
    - 「20X」およびオーテックジャパン扱いの「20X エクストリーマーX」、「20X ブラック エクストリーマーX」を廃止し、ガソリン4WD車専用グレードだった「20S」にエマージェンシーブレーキ、LDW、踏み間違い衝突防止アシストを新たに標準装備して「20S エマージェンシーブレーキパッケージ」に改名するとともに、ガソリン2WD車にも追加し、ハイブリッド車にも「20S HYBRID エマージェンシーパッケージ」が設定された[注釈 17]。
    - ガソリン車全車に暖房の効きを早めるためにPTC素子ヒーターを標準装備、「20X HYBRID エマージェンシーブレーキパッケージ」と「エクストリーマーX」シリーズにはリモコンオートバックドアを標準装備した。ボディカラーには新色の「キャニオンブロンズパールメタリック（オプションカラー、「ブラック エクストリーマーX」を除く）」を追加した。
    - 特別仕様車「20Xt エマージェンシーブレーキパッケージ」は、「20X エマージェンシーブレーキパッケージ」をベースに、ベース車ではメーカーオプション設定のLEDヘッドランプ、フォグランプ（クロームメッキリング付）、MOD機能付アラウンドビューモニター、インテリジェントパーキングアシスト、ステアリングスイッチ、NissanConnectナビゲーションシステム、BSW（後側方車両検知警報）、ふらつき警報、クルーズコントロール、ルーフレール、リモコンオートバックドアをすべて標準装備しつつ、オプション装着時よりも割安な価格設定とした。併せて、「ブラック エクストリーマーX」仕様の「20Xt ブラック エクストリーマーX エマージェンシーブレーキパッケージ」も設定した。
    - オーテックジャパン扱いのカスタムカー「モード・プレミア」も一部仕様向上を行い、ガソリン車の「モード・プレミア」にはPTC素子ヒーターを、ハイブリッド車の「モード・プレミア ハイブリッド」にはリモコンオートバックドアをそれぞれ標準装備した。
- 2016年
  - 8月9日 - オーテックジャパンの創立30周年を記念した特別仕様車「モード・プレミア AUTECH 30th Anniversary」を発売[14]。
    - 「モード・プレミア」の特別装備内容に加え、フロントグリルと専用仕様に変更したバンパーフィニッシャーにダーククロムを採用したほか、専用LEDフォグランプ、専用ブラック本革シート、専用エンブレム（30th Anniversary、エクステリア・インテリア）を特別装備した。

  - 11月24日 - 特別仕様車「20Xtt エマージェンシーブレーキパッケージ」を発売[15]。
    - 2015年12月に発売された「20Xt エマージェンシーブレーキパッケージ」のバージョンアップ仕様で、「20Xt エマージェンシーブレーキパッケージ」の特別装備内容に加え、アルミホイール&タイヤを18インチにサイズアップし、アルミホイールを新デザインに変更した。また、メーカーオプションでMOD（移動物検知）機能付アラウンドビューモニター・インテリジェントパーキングアシスト・ステアリングスイッチ・NissanConnectナビゲーションシステム・BSW・ふらつき警報・クルーズコントロールのレス設定が可能となった。
- 2017年
  - 4月6日 - 中国でマイナーチェンジされる。同年4月19日には上海モーターショー2017にも展示された[16]。
  - 6月8日 - 日本仕様車をマイナーチェンジ[17]。グレード名称を変更し、「20S」・「20X」・「20S HYBRID」・「20X HYBRID」に改名した。
    - メーカーオプションの装備である駐車支援システムインテリジェント パーキングアシストは性能を向上し、MOD（移動物検知）付アラウンドビューモニターはディーラーオプションのナビゲーションシステムやインテリジェント ルームミラー（他の装備とセットでメーカーオプション設定）からでも表示を可能にした「インテリジェント アラウンドビューモニター（移動物検知機能付）」に強化。
    - 「20X」と「20X HYBRID」は、リモコンオートバックドアを改良し、ハンズフリー機能のセンサーをメッキバックドアフィニッシャーの下からリアバンパー裏面の中央部に移動してリアバンパーの下に足先を入れて引くキック操作となり、既に標準装備済みの「20X HYBRID」に加え、前期型ではメーカーオプション設定だった「20X」にも標準装備した。また、5代目セレナで初採用した高速道路上でアクセル・ブレーキ・ステアリングのすべてを自動的に制御する「プロパイロット」を新たに採用したほか、既採用のLDWは意図せずに走行車線を逸脱しそうな時に車線内に戻す方向に力を短時間発生してドライバーがクルマを走行車線内に戻す操作を促す「インテリジェントLI」に強化し、併せて、後方に横切る車両を検知して注意喚起するRCTA（後退時車両検知警報）やハイビームとロービームを自動切替するハイビームアシストも採用した。なお、プロパイロット、インテリジェントLI、RCTA、ハイビームアシストは他の装備とのセットオプションで設定される。
    - 外観は前述したフロントグリルやランプ類の変更に加え、アンテナをシャークフィンタイプに変更。ボディカラーは「キャニオンブロンズパールメタリック（特別塗装色）」を廃止し、青系を「スチールブルーメタリック」からE12型ノート採用色である「シャイニングブルーパールメタリック」に差し替え、同じく、E12型ノート採用色である「プレミアムコロナオレンジパールメタリック（特別塗装色）」、「ガーネットレッドカラークリアパール（特別塗装色）」、「オリーブグリーンチタンメタリック」、「ギャラクシーゴールドチタンメタリック（特別塗装色）」、「インペリアルアンバーパール（特別塗装色）」の5色を追加し、12色展開とした。内装はインストルメントパネルに「グライディングウィング」を採用して一新し、ステアリングのデザインも一新した。
    - 併せて、オーテックジャパン扱いの「モード・プレミア」と「エクストリーマーX」もマイナーチェンジ。「モード・プレミア」はフロントバンパー、リアバンパーフィニッシャー、サイドターンランプ付電動格納式リモコンドアミラーにメタル調フィニッシュを施し、専用アルミホイールはエクストレイルでは唯一となる19インチにサイズアップ。専用デュアルエキゾーストマフラーのデザインも変更した。内装では2016年8月発売の特別仕様車「モード・プレミア AUTECH 30th Anniversary」に採用されていたブラックレザーシートを新たに標準装備したほか、ストーンホワイトレザーシートを「ハイコントラストインテリア」として設定し、選択可能とした。ボディカラーは「キャニオンブロンズパールメタリック」・「スチールブルーメタリック」を廃止し、新たに「プレミアムコロナオレンジパールメタリック（特別塗装色）」・「ガーネットレッドカラークリアパール（特別塗装色）」を設定した。「エクストリーマーX」はスタイリングガード（フロント・リア・サイド）をダークメタリックに、サイドターンランプ付電動格納式リモコンドアミラーやメーカーオプションのルーフレールをグロスブラックに、18インチアルミホイールを専用デザインにそれぞれ変更。ボディカラーはベースグレードと同一とし、12色展開とした。併せて、シート回転・昇降操作だけでなく、シートスライドやシートリクライニングの操作も可能な多機能リモコンを標準装備した「助手席スライドアップシート」を新設定（7月下旬販売開始）。ベースグレードは「20X」と「20X HYBRID」の2種類が用意されているが、特別架装により「エクストリーマーX」にも設定することが可能である。
    - なお、前期型でガソリン車のバックドア右下に装着されていた「PURE DRIVE」エンブレムが廃止され、ハイブリッド車は左右フロントドア下に装着されていた「PURE DRIVE / HYBRID」エンブレムが「HYBRID」ロゴのみとなり、バックドア右下の「PURE DRIVE / HYBRID」エンブレムは新デザインのハイブリッド専用エンブレムに変更した。

  - 6月19日 - 同年6月18日時点での総受注台数が5,216台となり、月間販売目標の5,000台を発売後10日で突破したことが発表された[18]。
  - 12月19日 - 特別仕様車「20Xi」、「20Xi HYBRID」が発表され、同日より販売が開始された[19]。
    - 「20X」と「20X HYBRID」の各2列シート車をベースに、ベースグレードではセットオプション設定となっているプロパイロット、インテリジェント アラウンドビューモニター、インテリジェント ルームミラー、ハイビームアシスト、電動パーキングブレーキ、オートブレーキホールド、インテリジェントLI、BSW、RCTAがすべて特別装備されたほか、「20Xi」はLEDヘッドランプ、インテリジェント オートライトシステム、フォグランプの3点も特別装備された。
    - 本仕様車の発売に合わせて、オーテックジャパン扱いの「モード・プレミア」と「エクストリーマーX」にも、「20Xi HYBRID」に準じた装備内容を備えた特別仕様車「モード・プレミア i」、「モード・プレミア i HYBRID」、「20Xi エクストリーマーX」、「20Xi HYBRID エクストリーマーX」が設定されたほか、「助手席スライドアップシート」にも「20Xi」・「20Xi HYBRID」が設定された。また、「モード・プレミア」はLEDヘッドランプとインテリジェント オートライトシステムを標準装備する一部改良も行われた。
- 2019年
  - 1月11日 - 仕様向上[20]並びにオーテックジャパン扱いのカスタムカー「AUTECH」が発表[21]された。（1月28日発売）。
    - 仕様向上では、ハイビームアシストと「日産オリジナルナビ取付パッケージ」が全車標準装備され、既搭載の「踏み間違い衝突防止アシスト」には前進時歩行者検知機能を追加。「20S」・「20S HYBRID」を除くグレードはヘッドランプがLED化された。なお、オーテックジャパン扱いの特別仕様車「エクストリーマーX」と「助手席スライドアップシート」についてもベース車に準じた仕様向上が行われた。
    - 「AUTECH」はプレミアムスポーティ志向のブランドで、2018年1月のセレナ、同年7月のノートに続いて3車種目の設定となる。外観はフロントバンパーの下部やリアバンパーフィニッシャーにメタル調フィニッシュが採用され、タイヤとアルミホイールを19インチに大径化してアルミホイールを専用デザインに変更。マフラーは左右2本出しタイプのデュアルエキゾーストマフラーが装備された。ボディカラーは「AUTECH」専用色の「カスピアンブルーメタリック（オプションカラー）」を含む7色が設定される。内装ではエクストレイルでは唯一となる本革のブラックレザーシート（「AUTECH」刺繍）が採用されたほか、一部装備のステッチ色や本革巻3本スポークステアリングにブルー（ステアリングはブラックとのコンビ仕様）が採用された。さらに、同時に設定された「プレミアムパーソナライゼーションプログラム」を適応した場合、シートカラーがストーンホワイト又はタンを選択でき、運転席と助手席がパワーシート（スライド+リクライニング、運転席ではリフターとランバーサポートも追加）にグレードアップされるほか、オプションで本革巻きステアリングの青色箇所を3色（ストーンホワイト、タン、ブラック）のいずれか1色に変更し、ステッチの縫製パターンも3種類から選択可能となる[22]。グレード体系は「20X」をベースにした「AUTECH」、「20Xi」をベースにした「AUTECH i Package」、「20X HYBRID」をベースにした「AUTECH HYBRID」、「20Xi HYBRID」をベースにした「AUTECH HYBRID i Package」の4グレード設定される。
    - なお、「AUTECH」の設定に伴い、「モード・プレミア」が廃止された。

  - 1月 - 韓国日産を介し、韓国市場での販売を開始。ルノーサムスン自動車釜山工場製もしくは日産自動車九州製のいずれかが供給される。
- 2020年
  - 1月16日 - 一部仕様向上が発表された（1月23日発売）[23]。
    - 「20Xi」と「20Xi HYBRID」にミリ波レーダーが採用されたことにより、インテリジェント エマージェンシーブレーキの夜間時の性能が向上され、プロパイロットの性能も向上された。また、前方を走行する2台前の車両を検知し、急な減速などによって自車の回避操作が必要と判断した場合に警報によってドライバーに注意を促す「インテリジェントFCW（前方衝突予防警報）」が全車に標準装備された。一部のグレードでは静音タイヤの採用と遮音性を高めたことにより静粛性も向上された。
    - グレード体系が変更され、「20X」・「20X HYBRID」を廃止する替わりに、特別仕様車として発売されていた「20Xi」・「20Xi HYBRID」をカタロググレードへ昇格。さらに、シートにレザーシート（シートメインとメインサイドに本革、その他の部位に人工皮革を使用、運転席・助手席パワーシート付）を採用するなど、内装にレザーが施された「20Xi レザーエディション」、「20Xi HYBRID レザーエディション」が設定された。
    - ボディカラーの設定も変更となり、「オリーブグリーンチタニウムメタリック」を廃止する替わりに、「アズライトブルーパール」が追加された。
    - オーテックジャパン扱いの「AUTECH」、「エクストリーマーX」、「助手席スライドアップシート」も一部仕様向上され、ベースグレードと同様に一部仕様向上が行われるとともに、「AUTECH」はSACHS社製ショックアブソーバーを含む専用サスペンションが新たに採用された。なお、グレード体系の整理により、「AUTECH」は「AUTECH i Package」と「AUTECH HYBRID i Package」、「エクストリーマーX」は「20Xi エクストリーマーX」と「20Xi HYBRID エクストリーマーX」、「助手席スライドアップシート」は「20Xi」と「20Xi HYBRID」の各2グレードずつに集約された。

  - 10月7日 - 一部仕様向上が発表された（11月5日発売）[24]。
    - 外観は「20Xi」系グレードにおいて、フロントグリル、バンパー下部（フロント・リア共）、ドアロアモール、バックドアフィニッシャーをダーククローム化、アウトドアハンドルをボディカラー同色に変更。また、アルミホイールは全車ダークカラーに変更された。なお、ボディカラーの設定も一部変更となり、プレミアムコロナオレンジパールメタリックから「プレミアムホライズンオレンジパールメタリック」に名称変更、「チタニウムカーキパールメタリック（特別塗装色）」、「バーニングレッド」、「ギャラクシーゴールドチタニウムメタリック（特別塗装色）」の3色が廃止され、9色に整理された。
    - 内装は全車に本革巻マニュアルモード付きシフトノブを標準装備し、「20S Vセレクション」を除く全車に運転席・助手席パワーシートも標準装備。「レザーエディション」は従来のタン仕様に加え、無償オプションでブラック仕様の選択が可能となった。
    - グレード体系が一部変更され、「20S HYBRID」は4WDのみの設定となり、ガソリン4WD車は「20S Vセレクション」、「20Xi Vセレクション」、「20Xi レザーエディション Vセレクション」にそれぞれ改名し、従来グレードから価格据え置きとなった。
    - オーテックジャパン扱いの「AUTECH」、「エクストリーマーX」、「助手席スライドアップシート」も一部仕様向上され、ベース車同様の仕様変更（ボディカラーの変更は「AUTECH」を除く）が行われるとともに、「AUTECH」はブルーステッチを施したシフトブーツを新たに採用、「エクストリーマーX」はフロントグリルを専用の漆黒に、ボディ下部パーツやアウトサイドドアハンドルをアルミホイールと同じグロスブラックにそれぞれ変更された。
    - なお、今回の一部仕様向上でWLTCモードによる燃料消費率・排出ガスに対応（ハイブリッド車はJC08モードによる数値も併記）し、ガソリン車・ハイブリッド車共に「平成30年排出ガス基準50%低減レベル（☆☆☆☆）」認定を取得したが、ハイブリッド車はJC08モードによる燃料消費率が低下したため、「2020年度燃費基準+10%」達成となった。

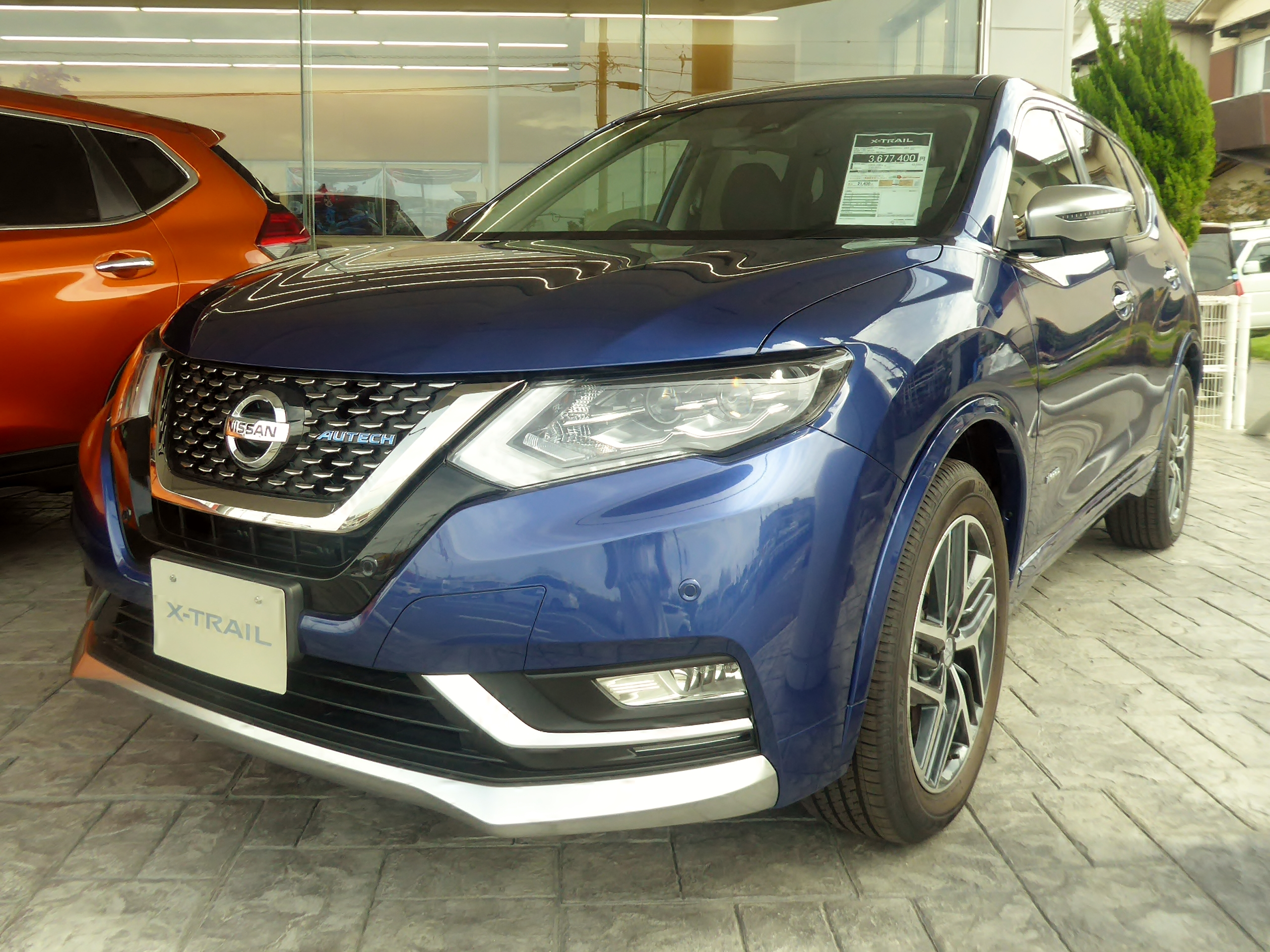
2019年1月改良型 AUTECH HYBRID i Package 4WD
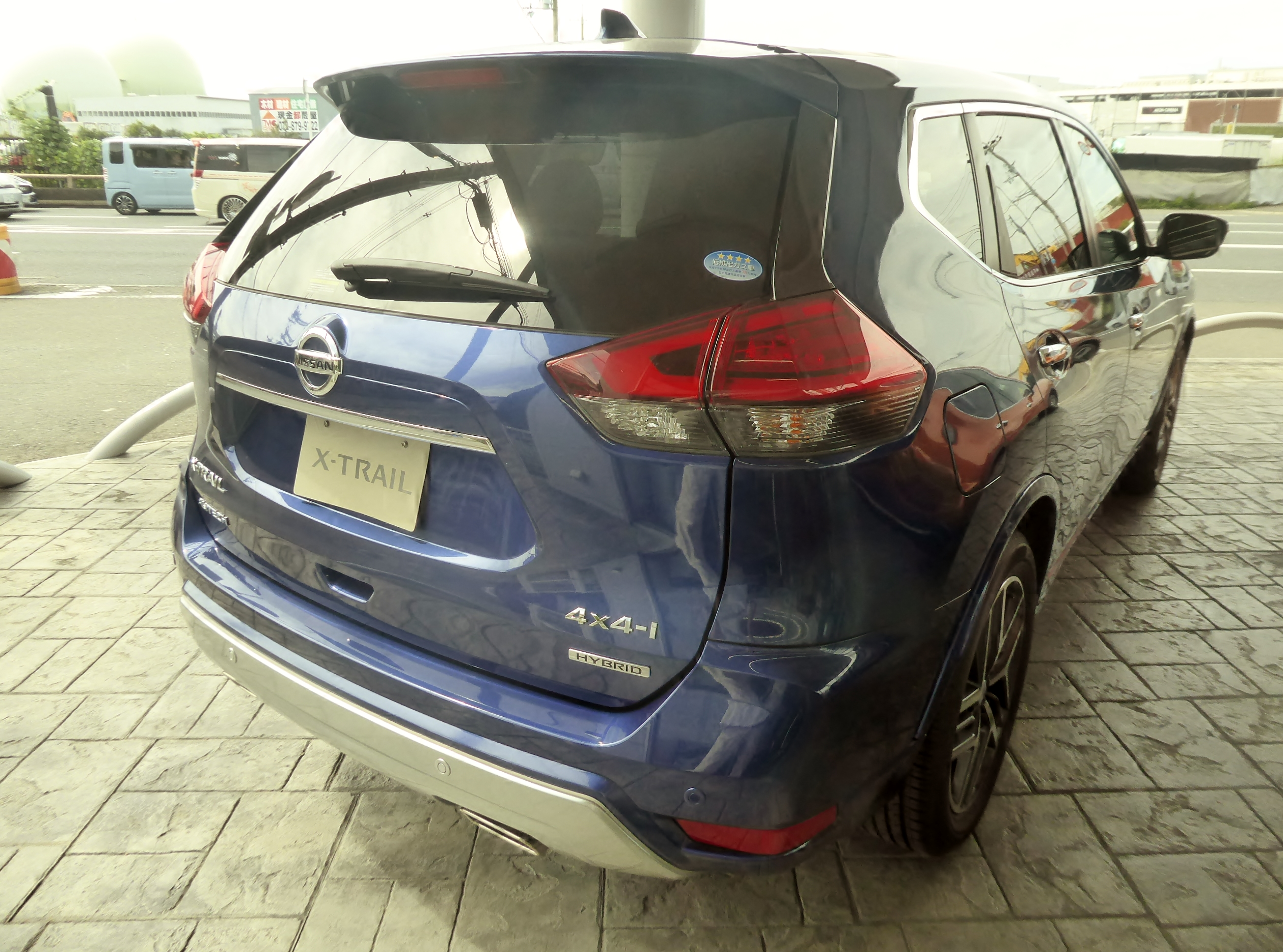
2019年1月改良型 AUTECH HYBRID i Package 4WD リヤ
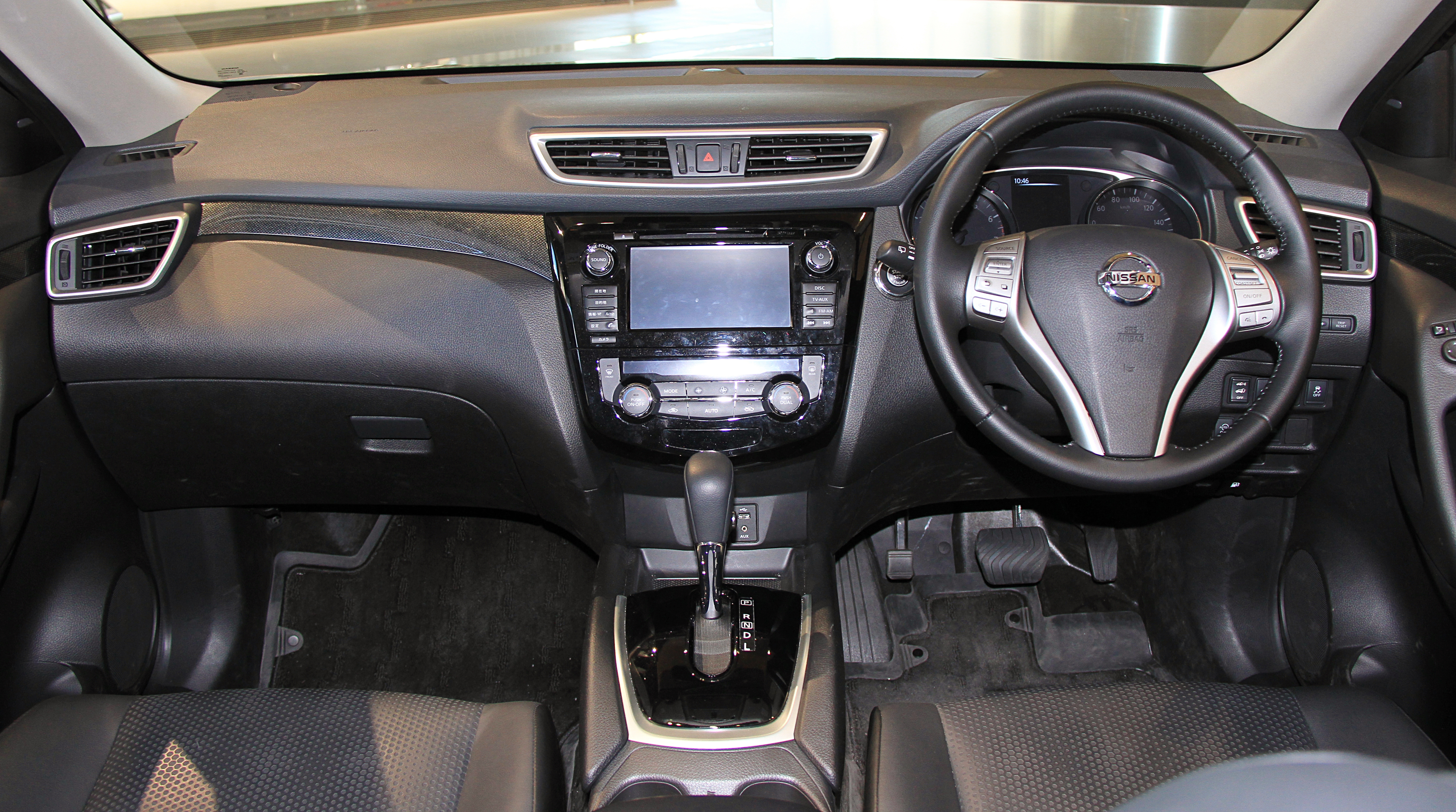
2013年12月販売型エクストリーマーX エマージェンシーブレーキパッケージ 室内
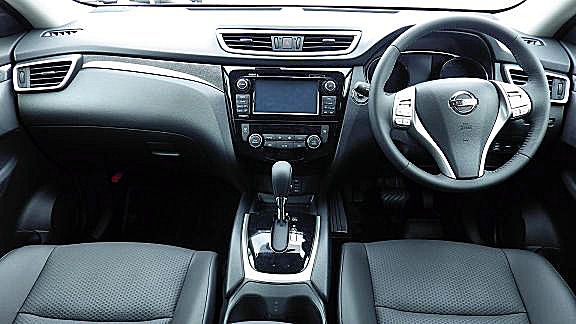
2021年 - 中国で3気筒エンジンのみである4代目T33型の販売力を補完するため、3代目が4気筒エンジン仕様として「エクストレイル・栄躍」の名で復活[25]。
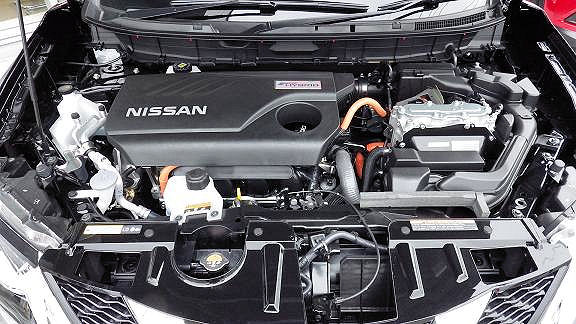
2013年12月販売型20X HYBRID 4WD エンジン

- 2022年7月20日 - 4代目T33型の発表に伴い生産終了。以後、在庫分のみの販売となる。

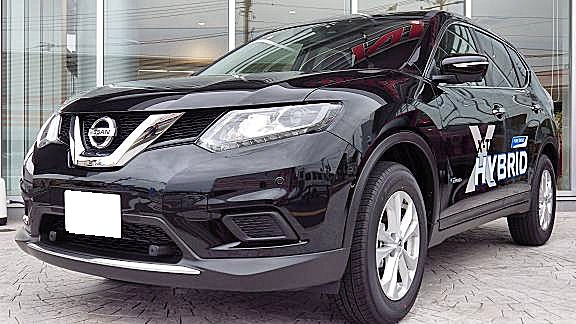
2013年12月販売型20X HYBRID 2WD
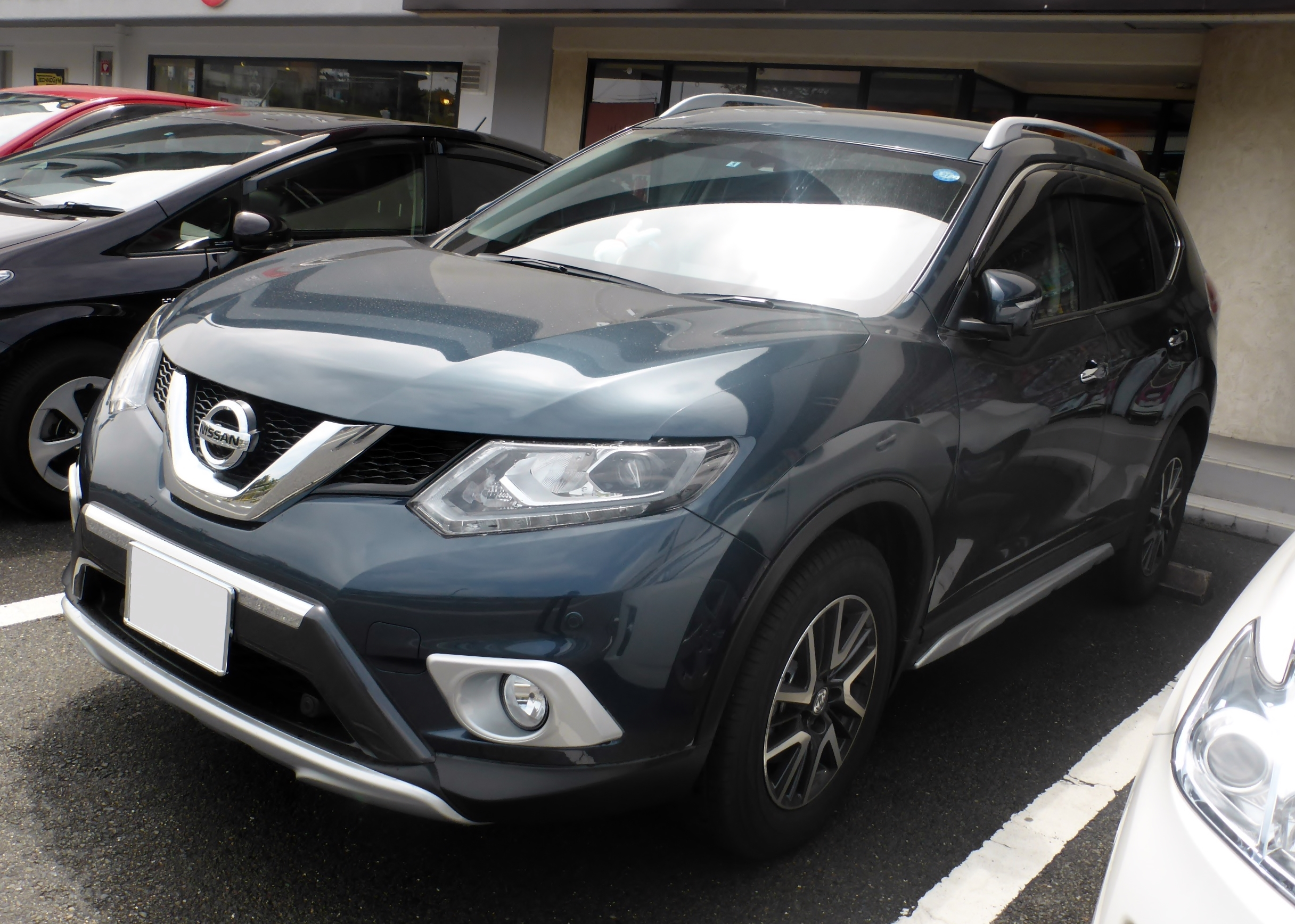
2013年12月販売型20X エクストリーマーX
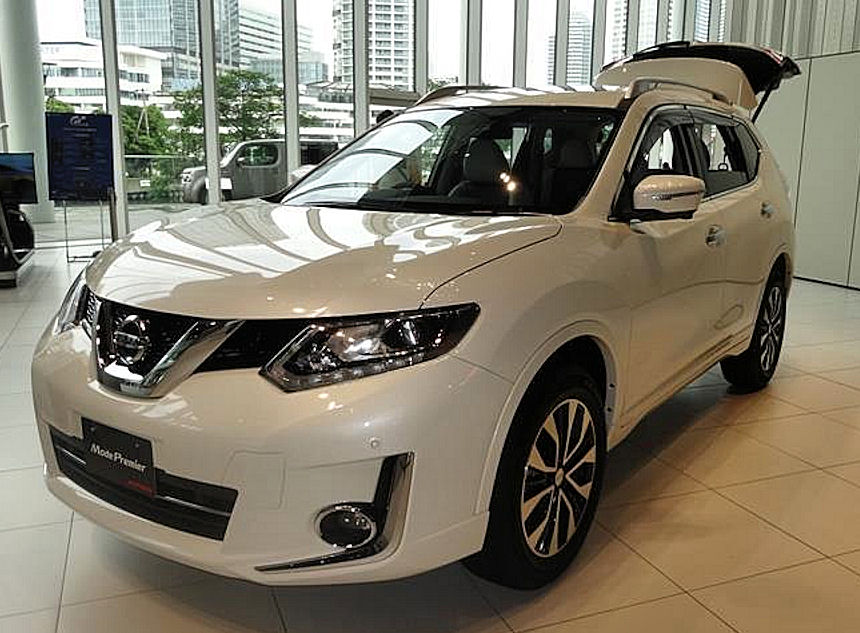
2013年12月販売型モード・プレミア
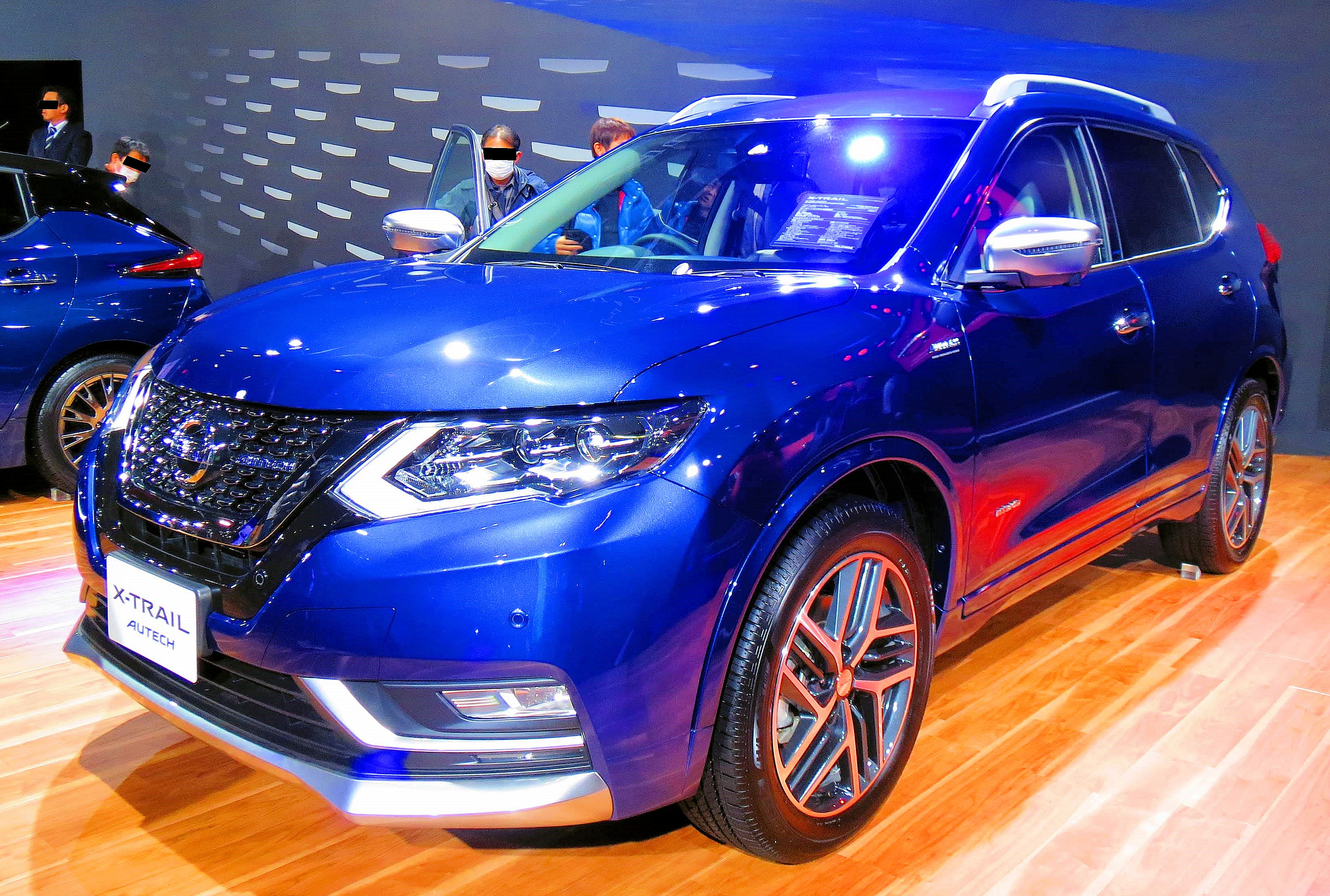
2019年1月改良型 AUTECH HYBRID プレミアムパーソナライゼーションプログラム仕様 東京オートサロン2019出展車
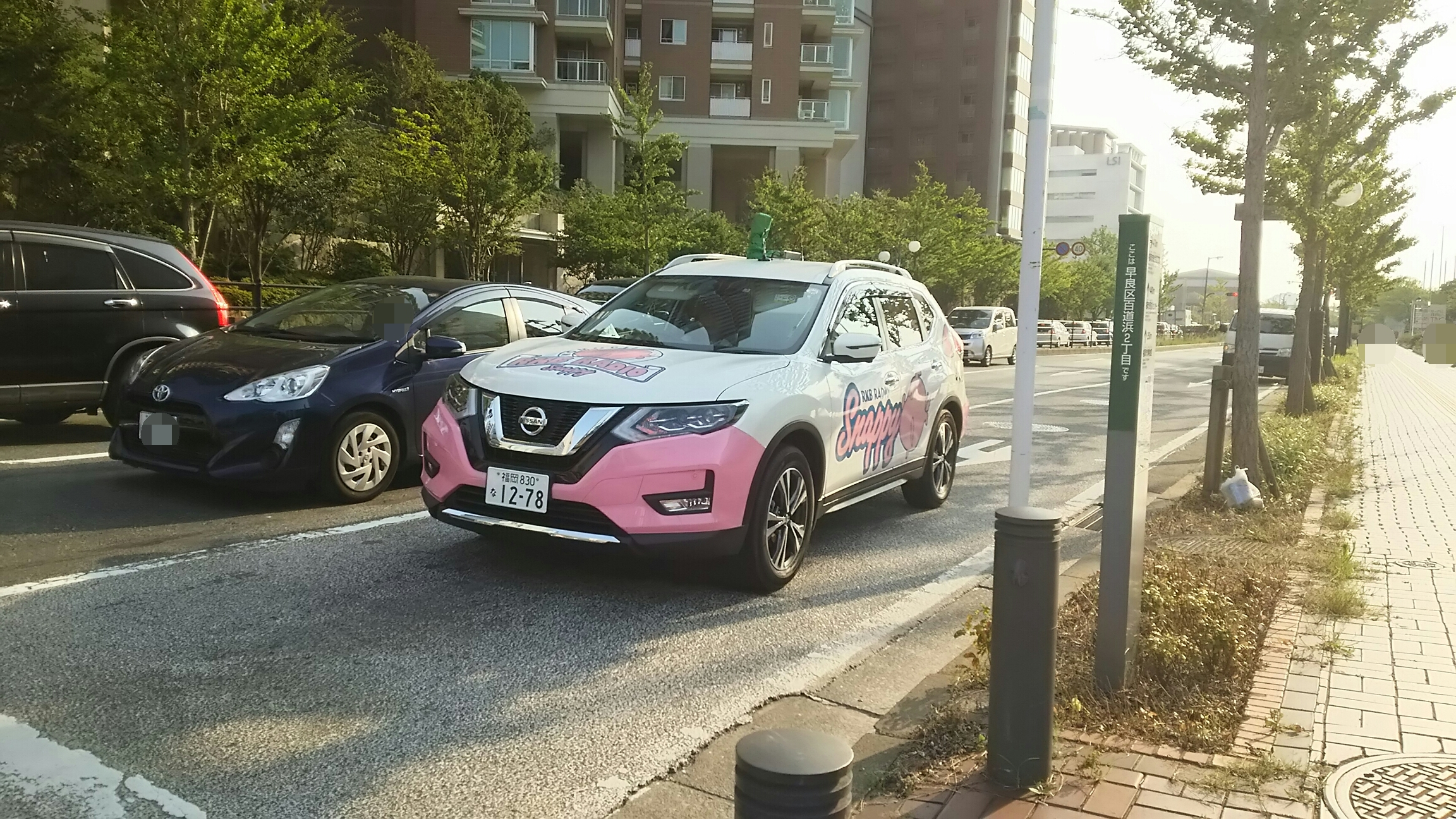
RKBラジオのラジオカー（スナッピー）

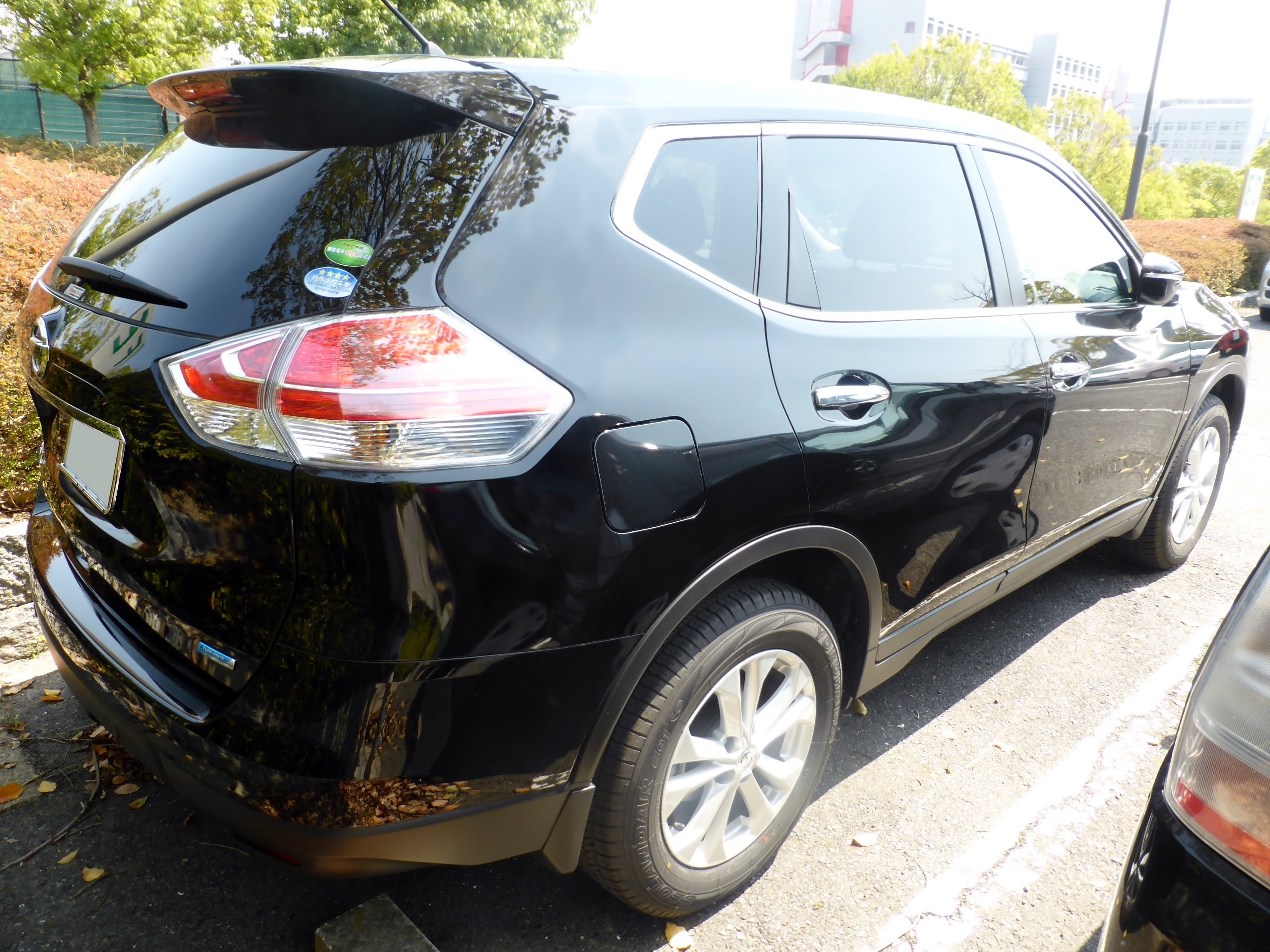
2013年12月販売型20X エマージェンシーブレーキパッケージ リヤ
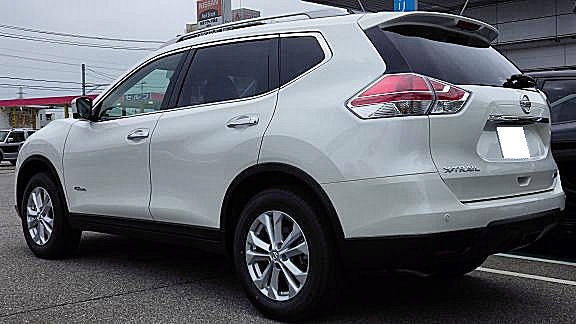
2013年12月販売型20X HYBRID 4WD リヤ
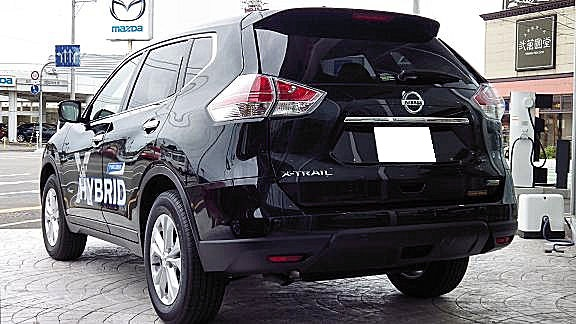
2013年12月販売型20X HYBRID 2WD リヤ
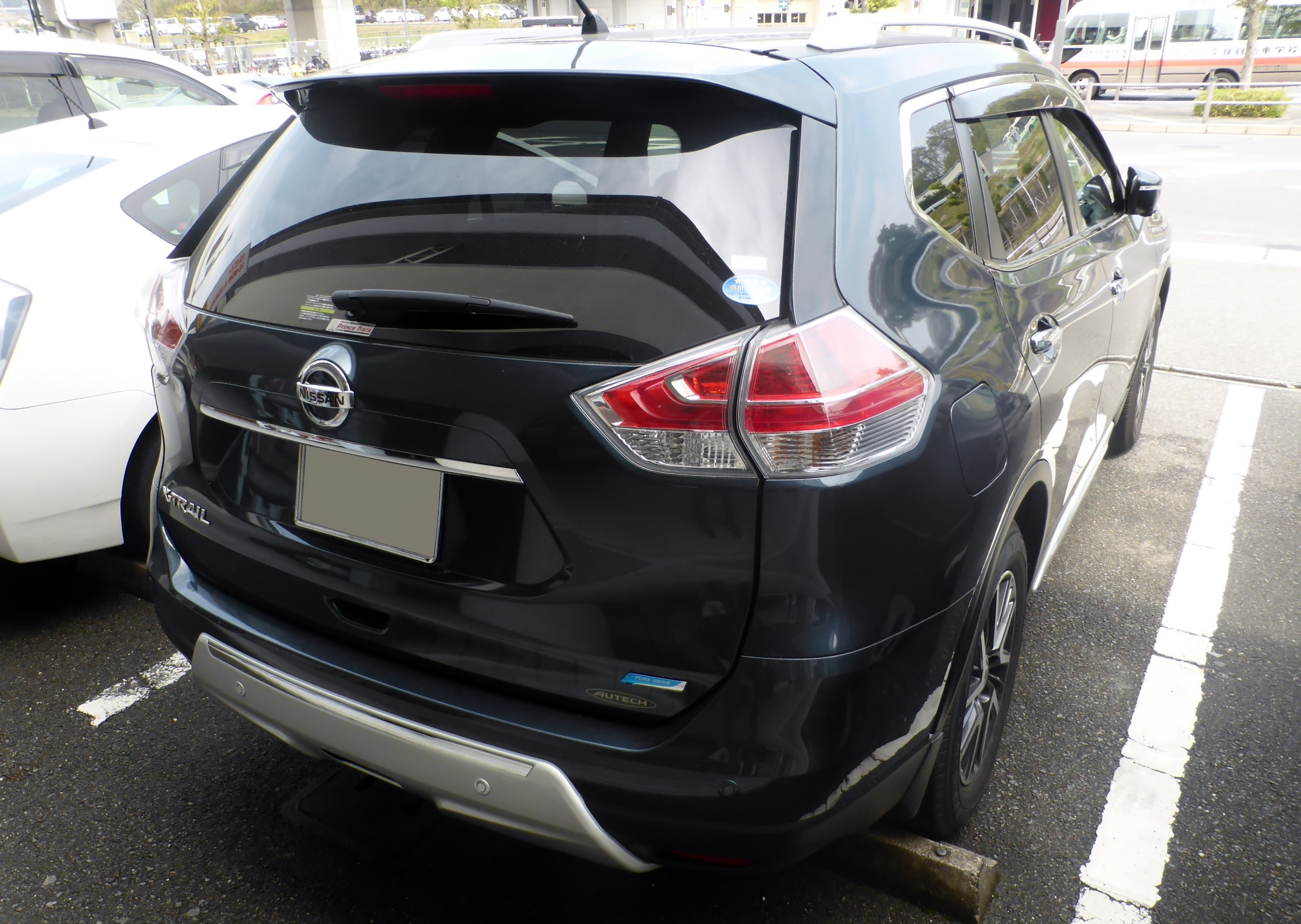
2013年12月販売型20X エクストリーマーX リヤ
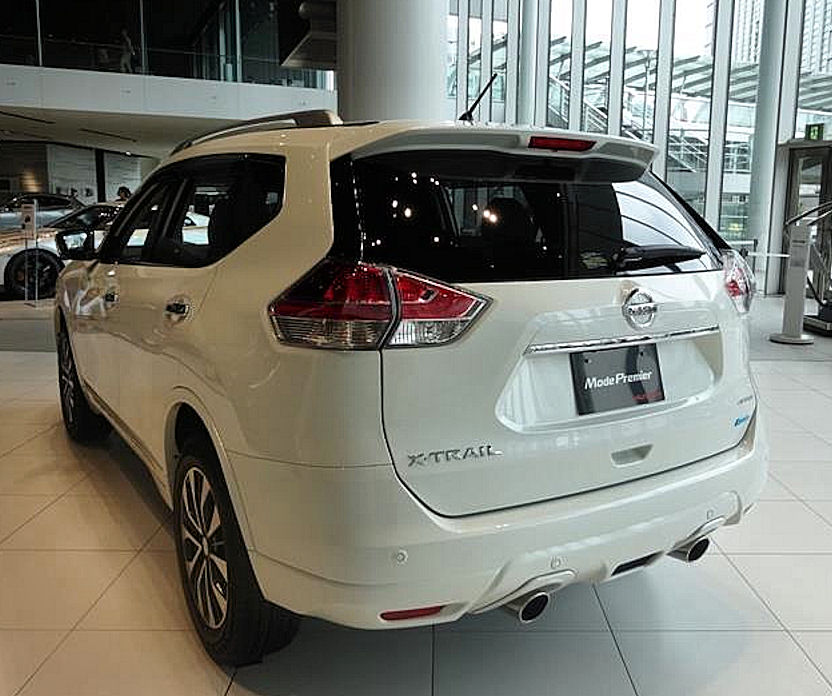
2013年12月販売型モード・プレミア リヤ
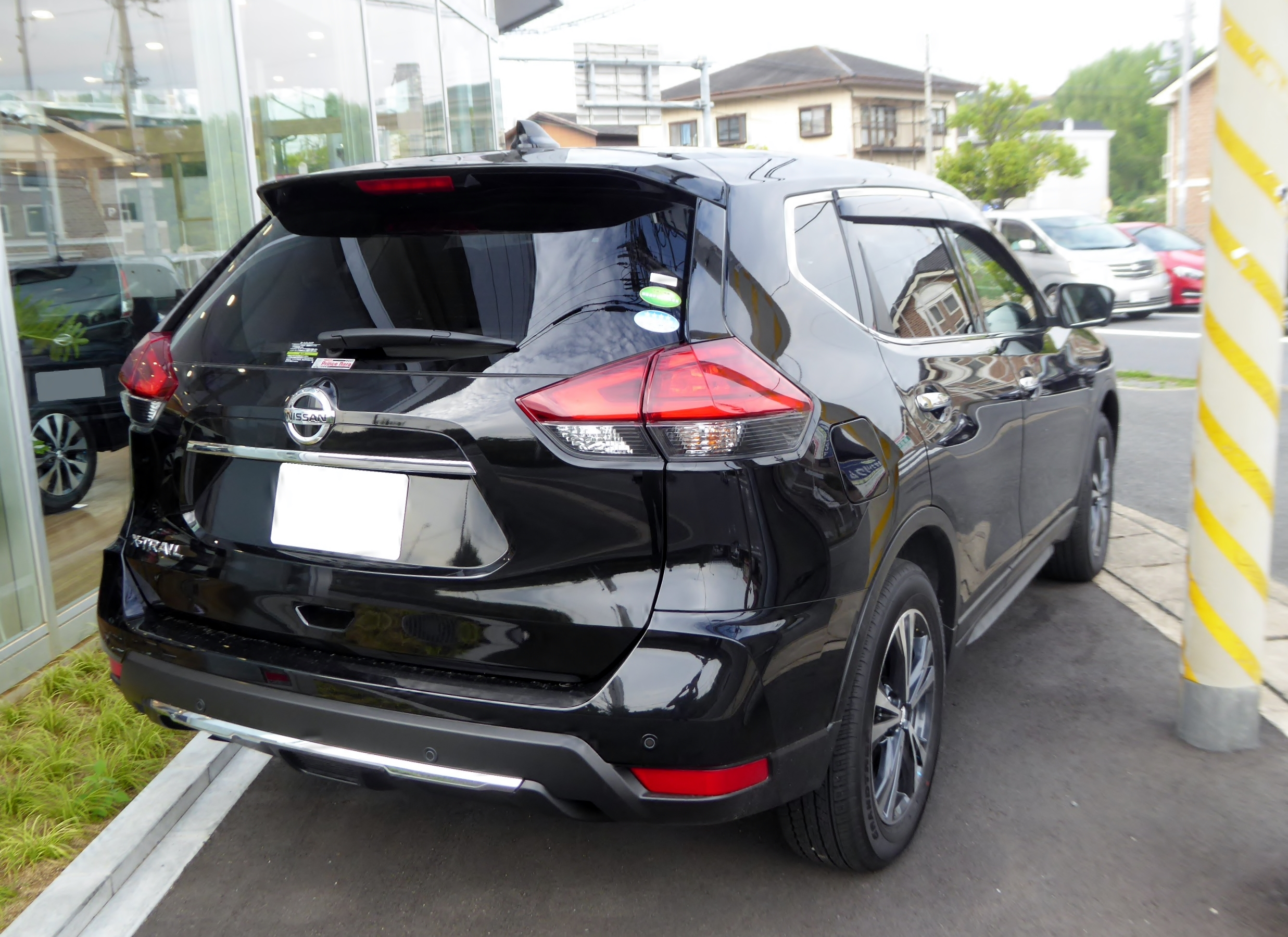
2017年6月改良型20X リヤ
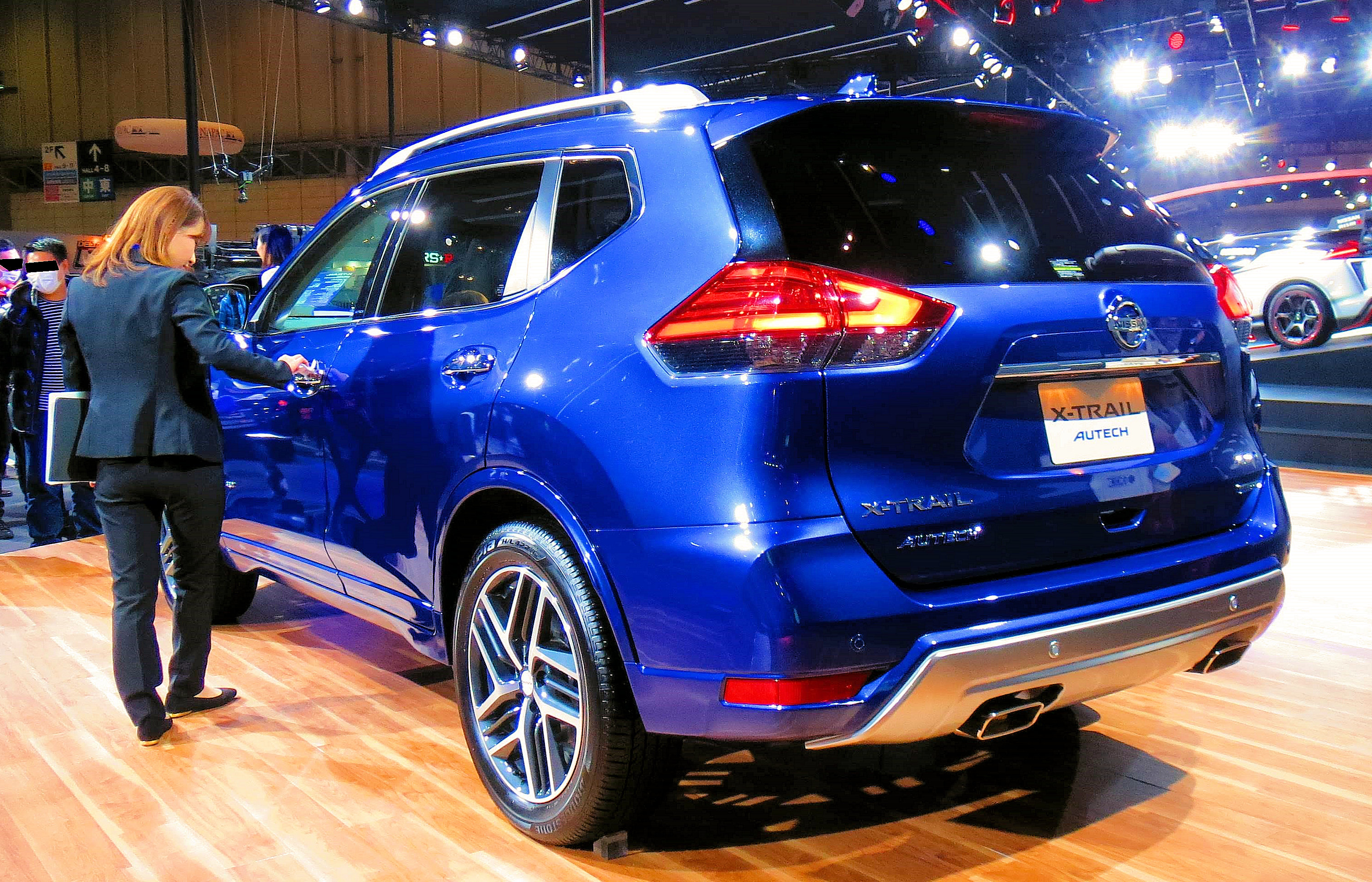
2019年1月改良型 AUTECH HYBRID プレミアムパーソナライゼーションプログラム仕様 東京オートサロン2019出展車 リヤ

- 2019年1月改良型
AUTECH HYBRID i Package 4WD
- 2019年1月改良型
AUTECH HYBRID i Package 4WD
リヤ
- 2013年12月販売型エクストリーマーX
エマージェンシーブレーキパッケージ
室内
- 2013年12月販売型20X HYBRID 4WD
室内
- 2013年12月販売型20X HYBRID 4WD
エンジン

### アジア・パシフィック・欧州仕様車
オーストラリアや中東等のアジア・パシフィック仕様では2代目同様に2.5LガソリンエンジンのQR25DE型が設定された。また市場によっては2.0LガソリンエンジンのMR20DD型(6MT車のみ)や、1.6L・R9M型ターボ・ディーゼル(前期)や2.0L・M9R型ターボ・ディーゼル(後期)も設定された。欧州市場では1.6Lガソリン・ターボエンジンのMR16DDT型と1.6Lディーゼル・ターボエンジンのR9M型が搭載された。

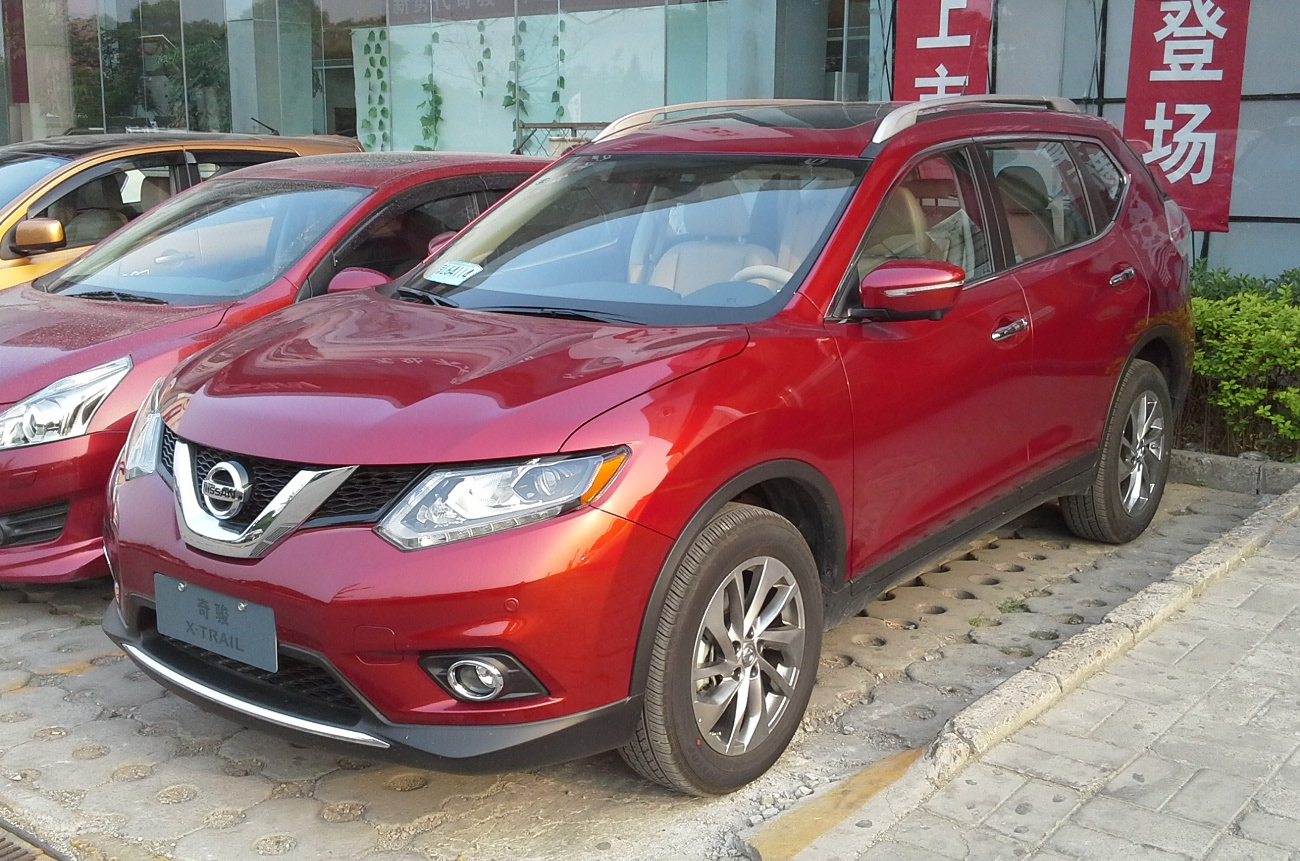
中国仕様2013年12月販売型
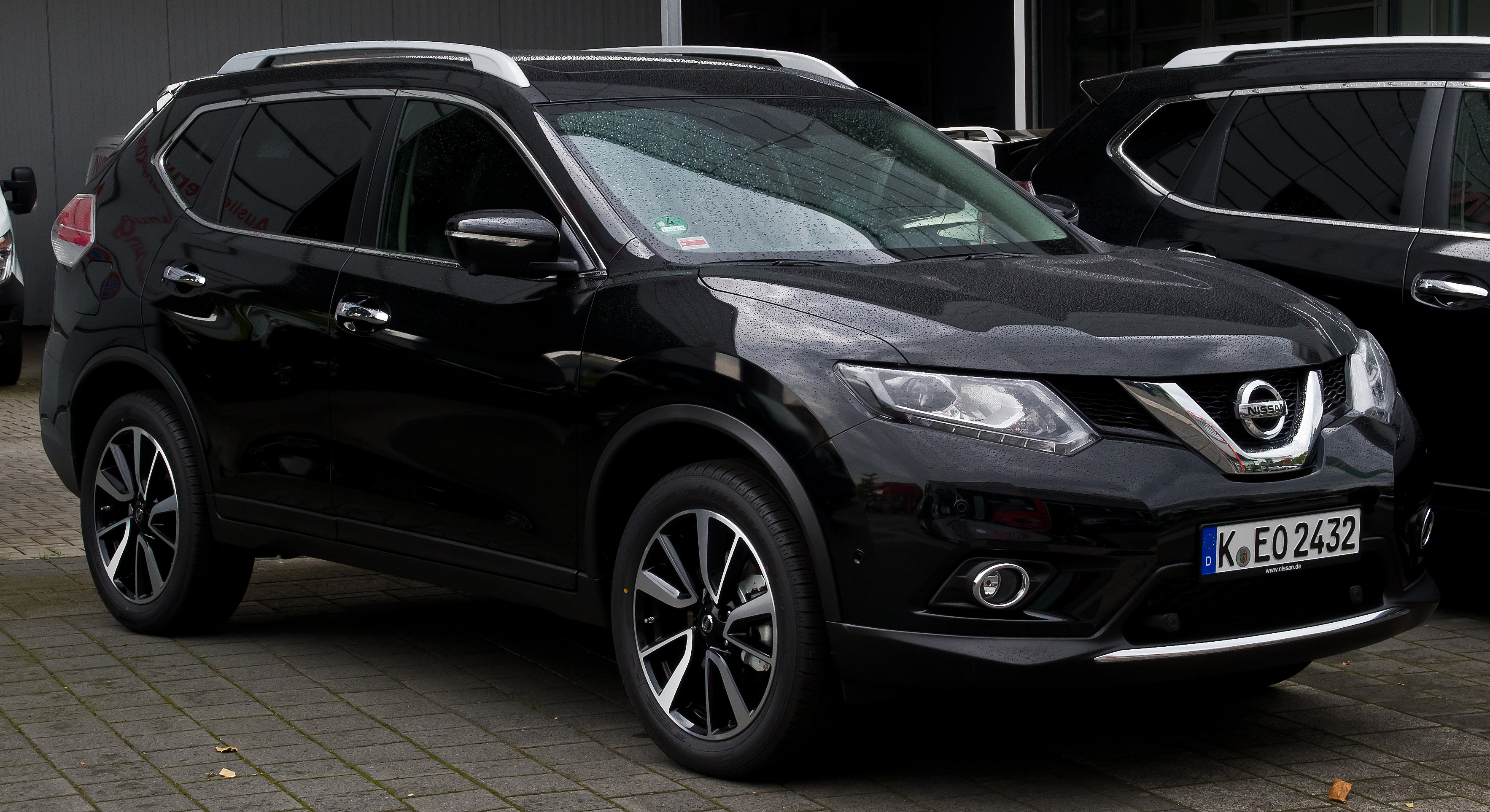
ヨーロッパ仕様 Tekna 4WD 1.6Lディーゼル
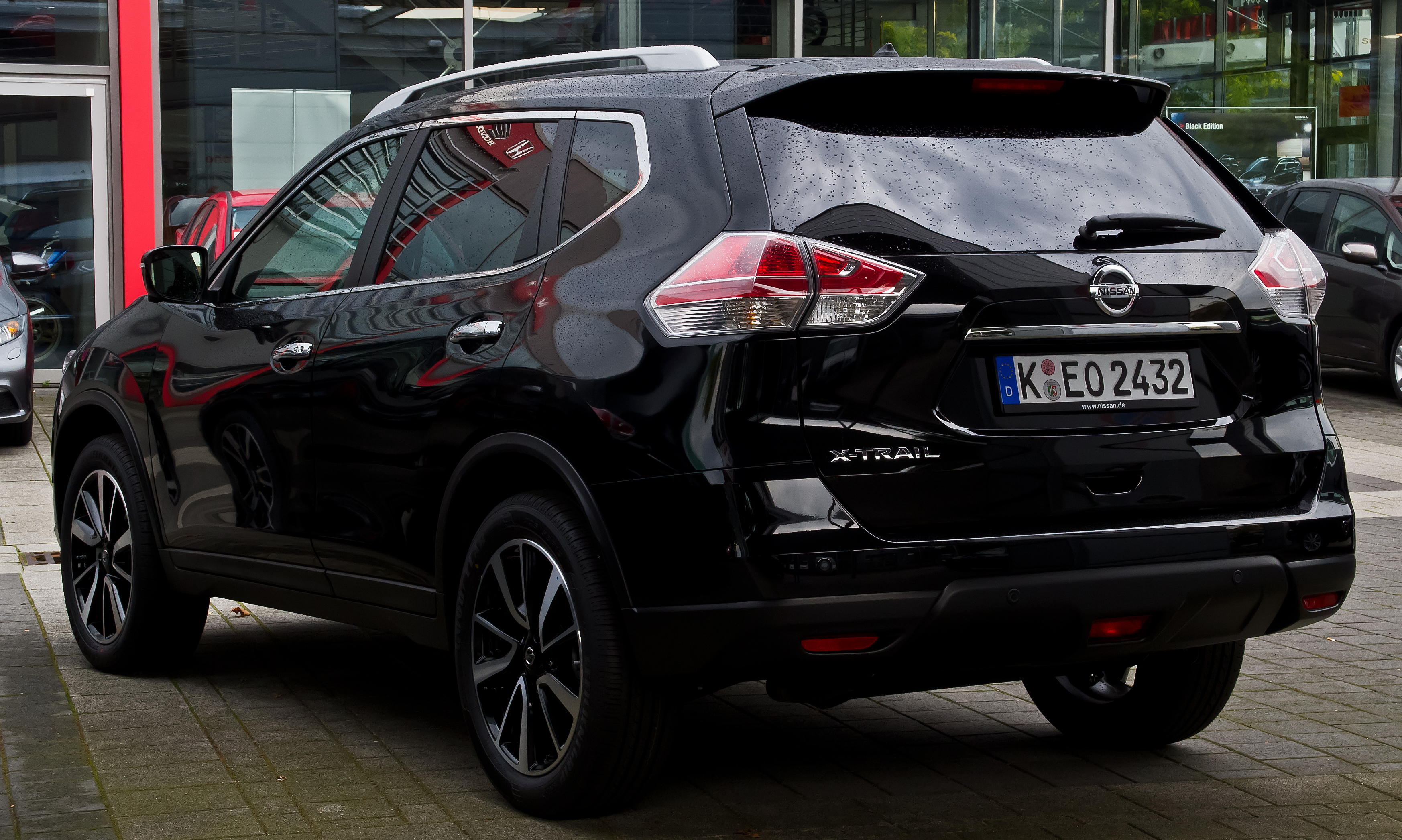
ヨーロッパ仕様 Tekna 4WD 1.6Lディーゼル リヤ
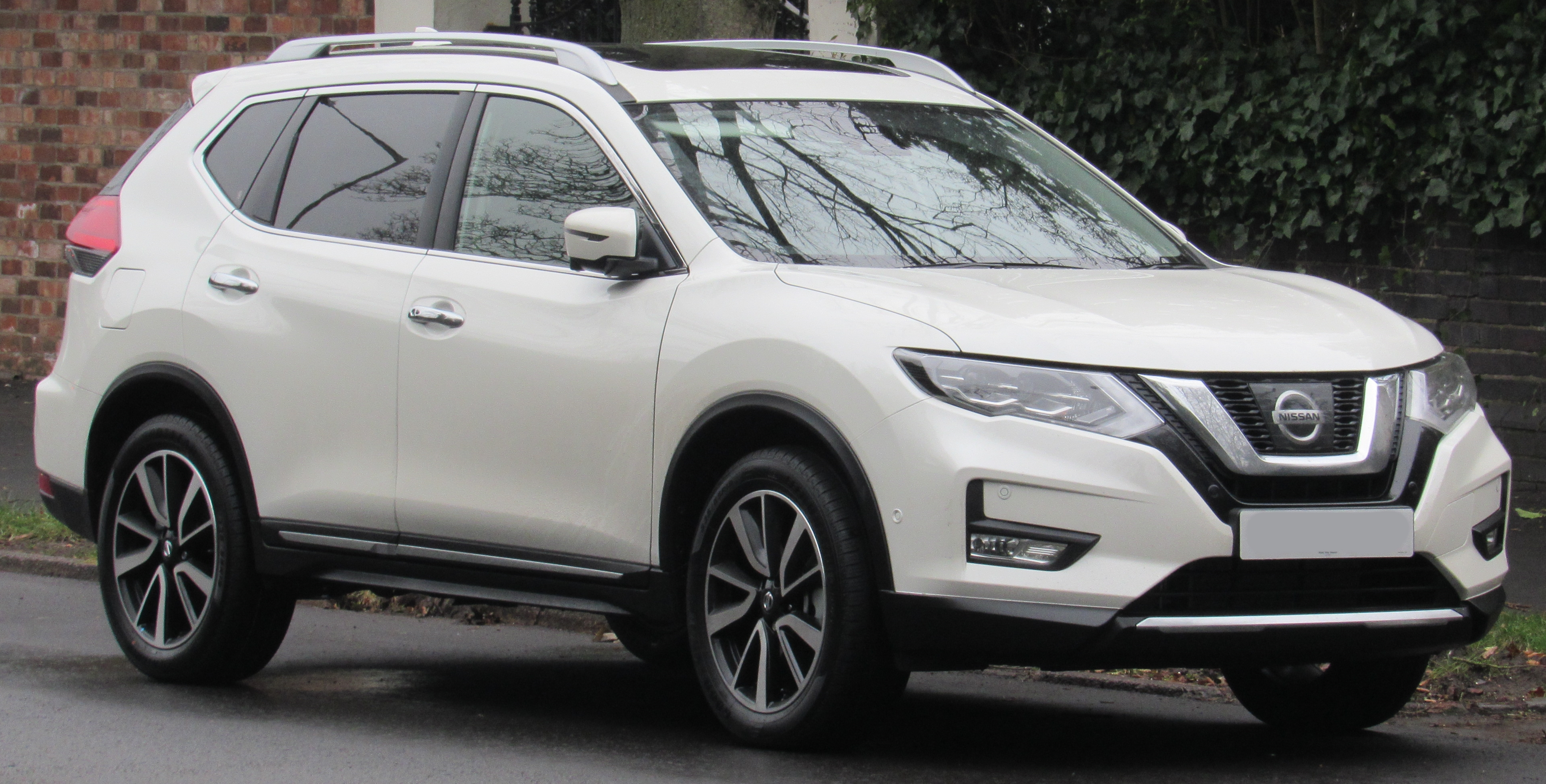
ヨーロッパ仕様 2017年販売型 Tekna 4WD 1.6Lディーゼル
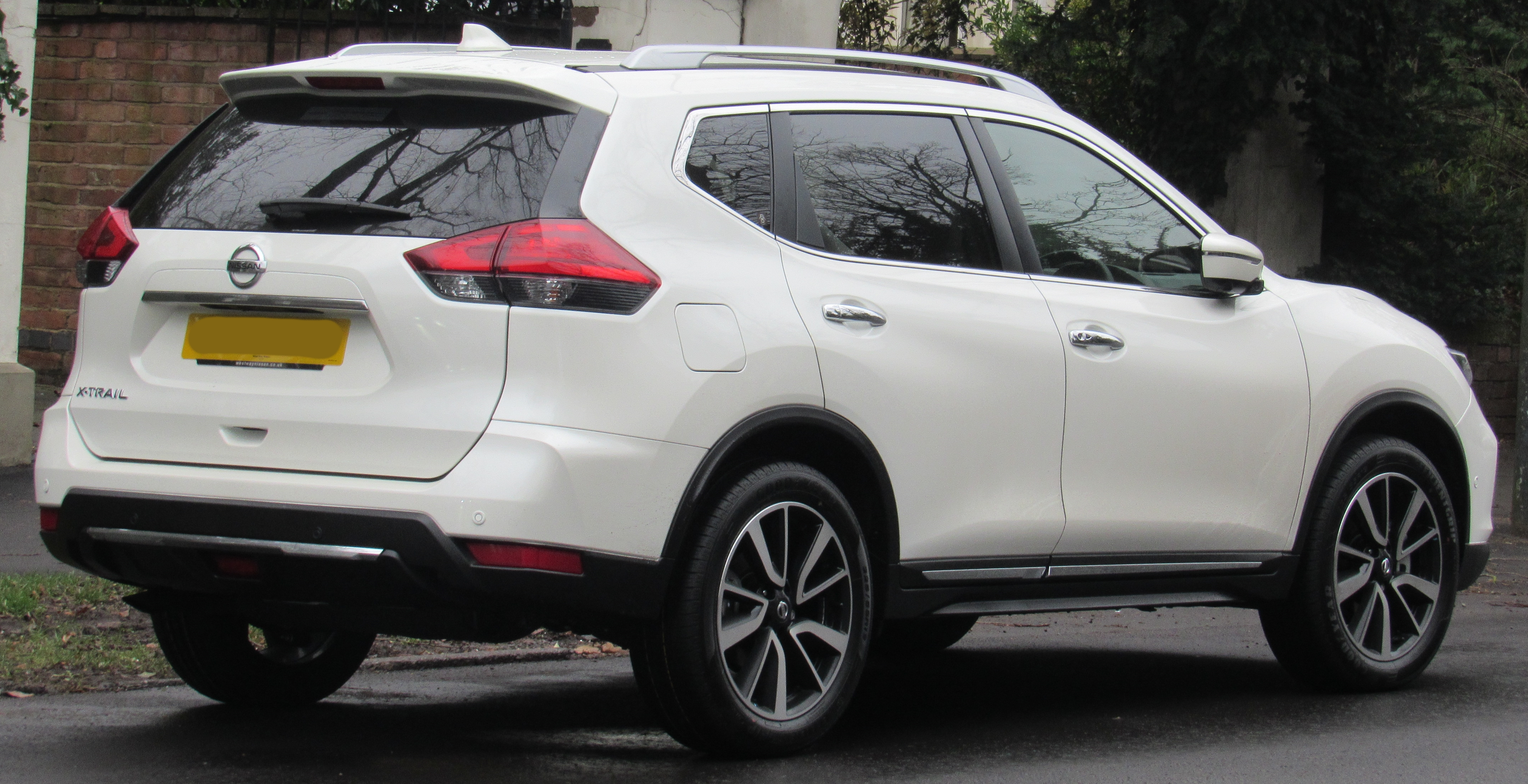
ヨーロッパ仕様 2017年販売型 Tekna 4WD 1.6Lディーゼル リヤ

## 4代目 T33型（2022年 - ）
北米市場では2020年後半に「ローグ」として既に販売が開始されていたが、「エクストレイル」としては2021年4月の上海モーターショーで発表された。日本国内における発表はそれからさらに1年3ヶ月後の2022年7月であった。
4代目となるT33型の日本国内仕様はガソリンモデルを廃止してハイブリッドモデルのみとし、2022年7月19日にマイナーチェンジされたP15型キックスと同じ第2世代「e-POWER」となり、エンジンは排気量がダウンサイジングされた1.5L直列3気筒 可変圧縮比エンジンの「VCターボ」KR15DDT型へ換装され、初代モデルの「GT」以来となるガソリンターボ車となった。海外仕様では2.5L直列4気筒ガソリンのPR25DDや1.5L直列3気筒 可変圧縮比マイルドハイブリッドエンジンとエクストロニックCVTの組み合わせを搭載するモデルもある。
「e-POWER」の採用に合わせてプラットフォームが刷新され、高剛性ボディと遮音構造を採用。アクセルペダルで車速のコントロールが可能な「e-Pedal Step」は状況に応じて自動的に油圧ブレーキが作動する「e-POWER」搭載車初のブレーキ協調制御が採用された。なお、エンジンの換装により排出ガス性能が改善され、「平成30年排出ガス基準75%低減レベル（☆☆☆☆☆）」認定を取得した。
四輪駆動システムも一新され、電気自動車のアリアにも採用されている電動化技術・4WD制御技術・シャシー制御技術を統合した電動駆動4輪制御技術「e-4ORCE」を採用。前後2つのモーターと4輪のブレーキを統合制御することで路面と車両状況を瞬時に判断し、タイヤの摩擦力を最大限使い切れるように前後モーターの駆動力やブレーキをきめ細かく制御することでステアリング操作を最小限化。オフロードや雪道でも常に最適なトラクションが確保されることでタイヤのスリップやスタックを回避。市街地走行における減速時には前後のモーターそれぞれで回生量を調整することで車体の挙動を安定化。アクセルの踏み込みにモーターが素早く応答してなめらかな加速を実現している。
安全面ではインテリジェント FCW（前方衝突予測警報）、インテリジェント DA（ふらつき警報）、インテリジェントLI（車線逸脱防止支援システム）+LDW（車線逸脱警報）、BSW（後側方車両検知警報）、インテリジェント アラウンドビューモニター（移動物 検知機能付）、踏み間違い衝突防止アシスト、RCTA（後退時車両検知警報）、インテリジェント ルームミラー、オートブレーキホールドを3代目から継続採用。インテリジェント エマージェンシーブレーキは人が乗車した自転車や夜間の歩行者の検知が、標識検知機能は進入禁止に加えて最高速度と一時停止の検知がそれぞれ可能となる改良され、新たに照射パターンに変化をつけることで先行車や対向車が眩しくならないようにハイビームをキープするアダプティブLEDヘッドランプシステム、隣車線に車両がいる時にドライバーが車線変更を開始した場合に警報とともに車線をもとの車線に戻す方向に力を発生させて隣接車両との接触を回避する支援を行うインテリジェント BSI（後側方衝突防止支援システム）、スイッチを押す又は万一の事故によるエアバッグ展開と連動し専門のオペレータが警察や消防への連携をサポートするSOSコールを追加し、全方位運転支援「360°セーフティアシスト」へ強化。「プロパイロット」はNissanConnectナビゲーションシステムと連携したナビリンク機能付となり、併せて、走行中に予期せぬ事象が発生し、一定時間ハンドル操作が検知されず、かつ、メーター表示や音による警告にもドライバーの意思反応が見られなかったときにハザードが自動点滅して徐々に減速し停車。その後、NissanConnectサービスに加入している場合は緊急通報センターに音声接続され、必要に応じて警察や消防に連絡して出動の依頼まで行うプロパイロット緊急停止支援システム（SOSコール機能付）も採用された（グレード別設定）。駐車支援としてプロパイロット パーキングも採用（グレード別設定）され、縦列/並列の駐車や車庫入れに対応しており、ステアリング・アクセル・ブレーキ・シフトを制御し、駐車を完了すると電動パーキングブレーキが自動で作動し、「P」レンジにシフトチェンジされる。また、スイッチを押し続けて操作する他の「プロパイロット パーキング」採用車種と異なり、「駐車開始」ボタンを押した後、ブレーキペダルを徐々に緩めることで車両の移動が開始されるようになっている。
外観は2020年6月にフルモデルチェンジされた兄弟車のローグに準じたデザインとなっており、上段にクリアランスランプとターンシグナルランプ、下段にヘッドランプの2階建て構造としたほか、リアは「X-TRAIL」の車名エンブレムをバラ文字配置（X - T R A I L）に変更、フロントとリアのエンブレム、ステアリング、アルミホイールのセンターキャップのCIが2020年7月からの現行CIに変更され、右下に「e-POWER」エンブレム、4WD車は左下に「e-4ORCE」エンブレムがそれぞれ装着される。標準タイヤは18インチ（S・X）がファルケン製、19インチ（G）がハンコックタイヤ製、20インチ（AUTECH）がミシュラン製となる。
CMキャラクターは木村拓哉。

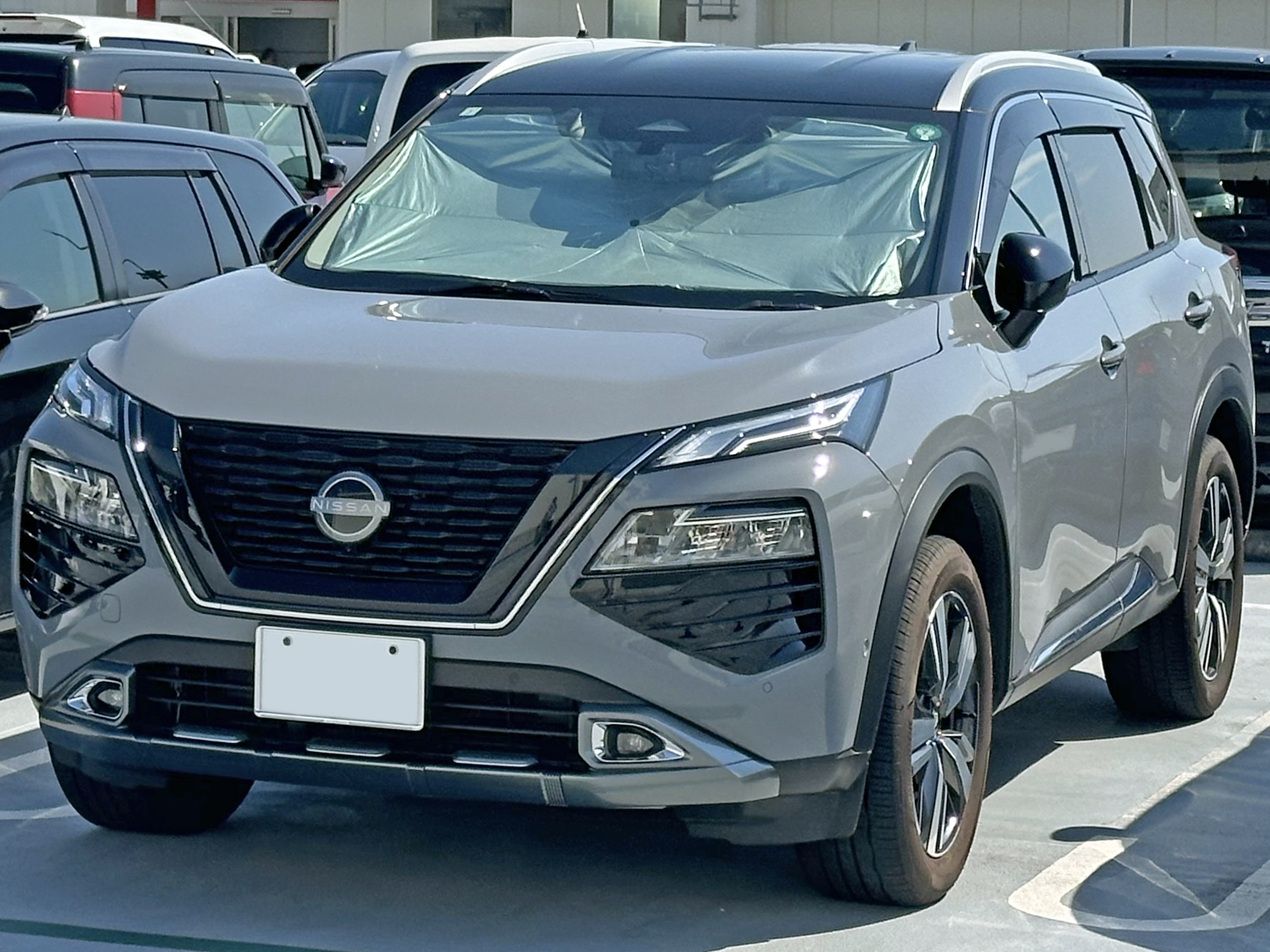
G e-4ORCE（オプションパーツ装着） フロント
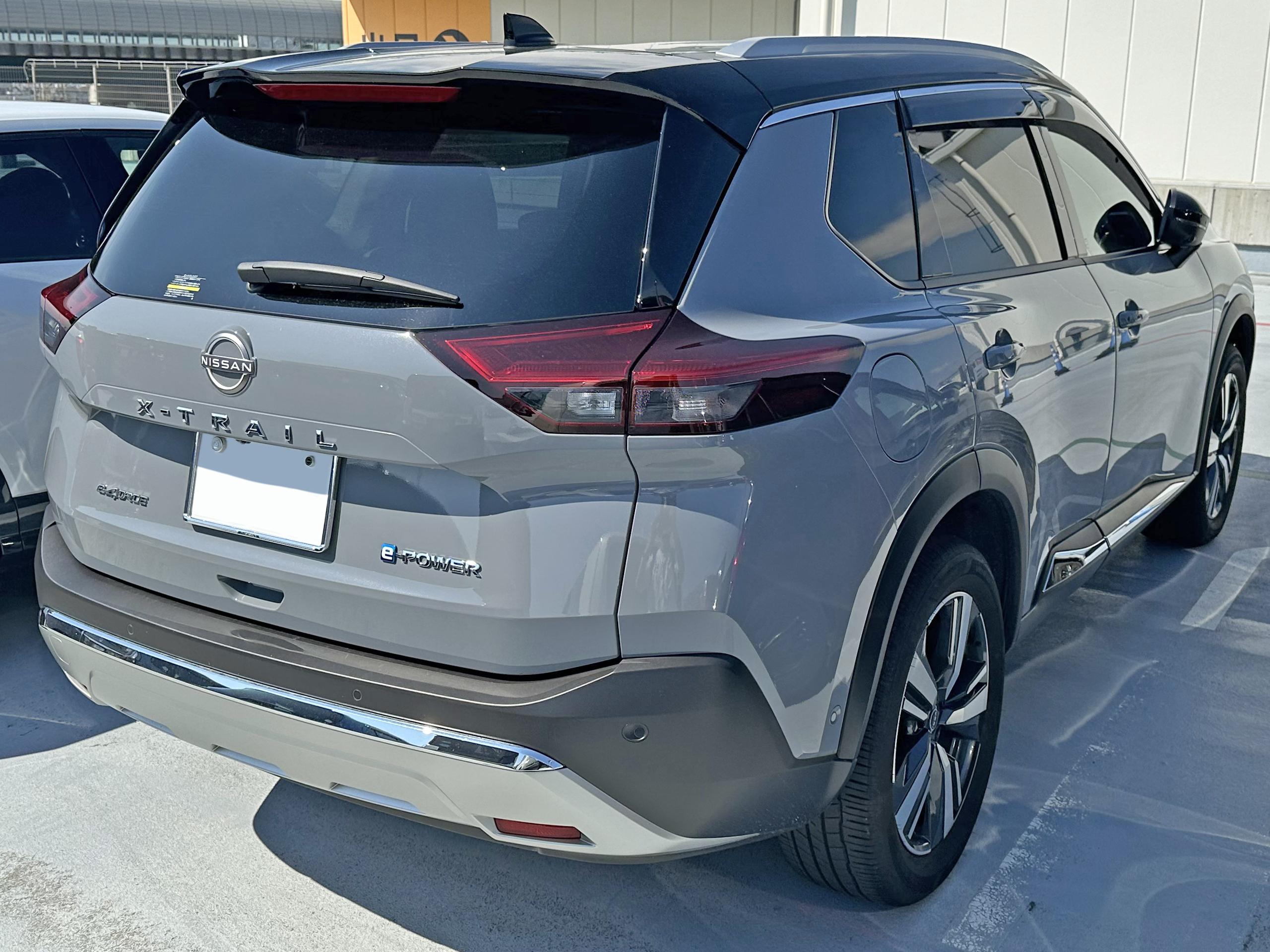
G e-4ORCE（オプションパーツ装着） リア
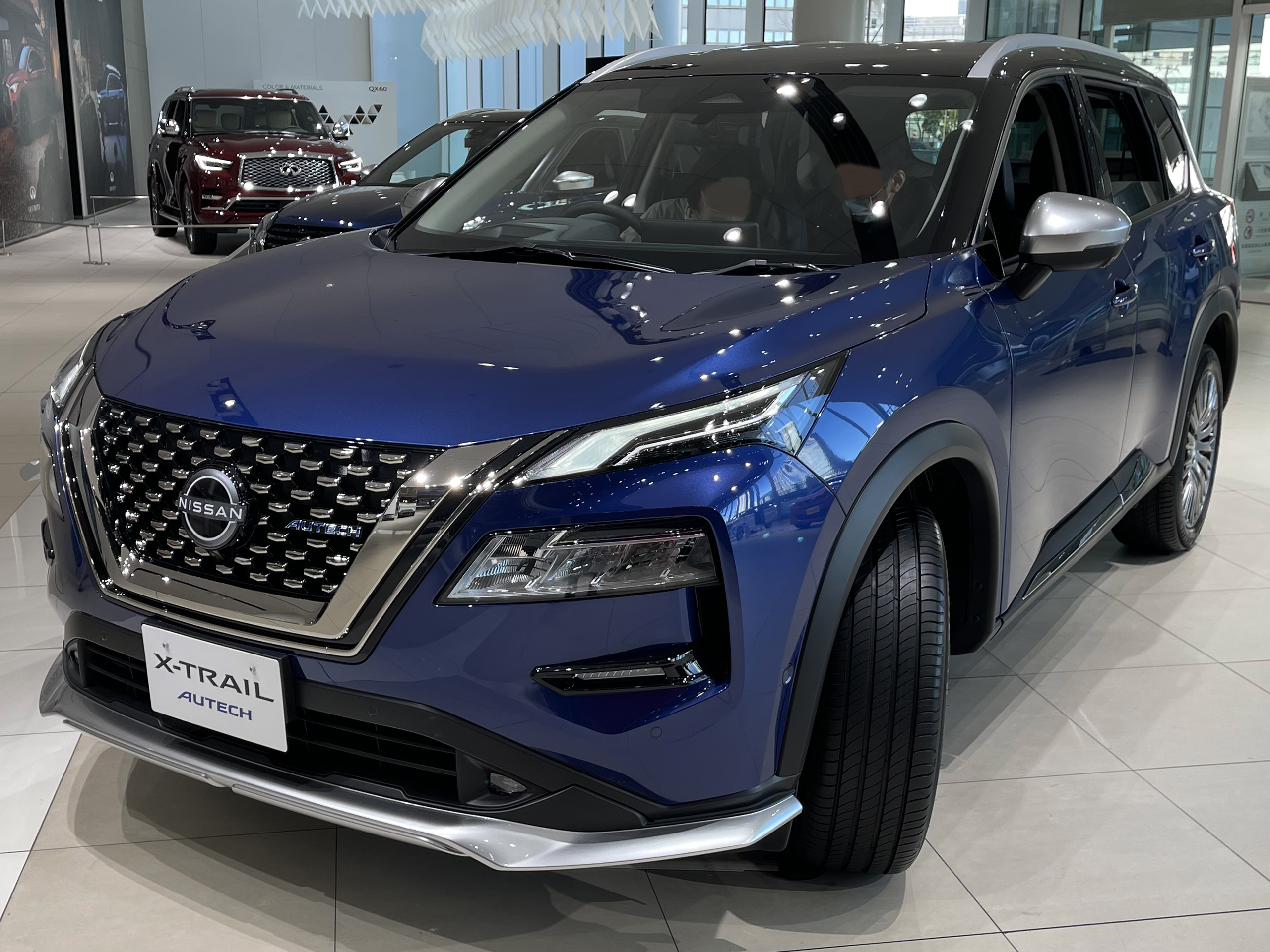
AUTECH e-4ORCE Advanced Package
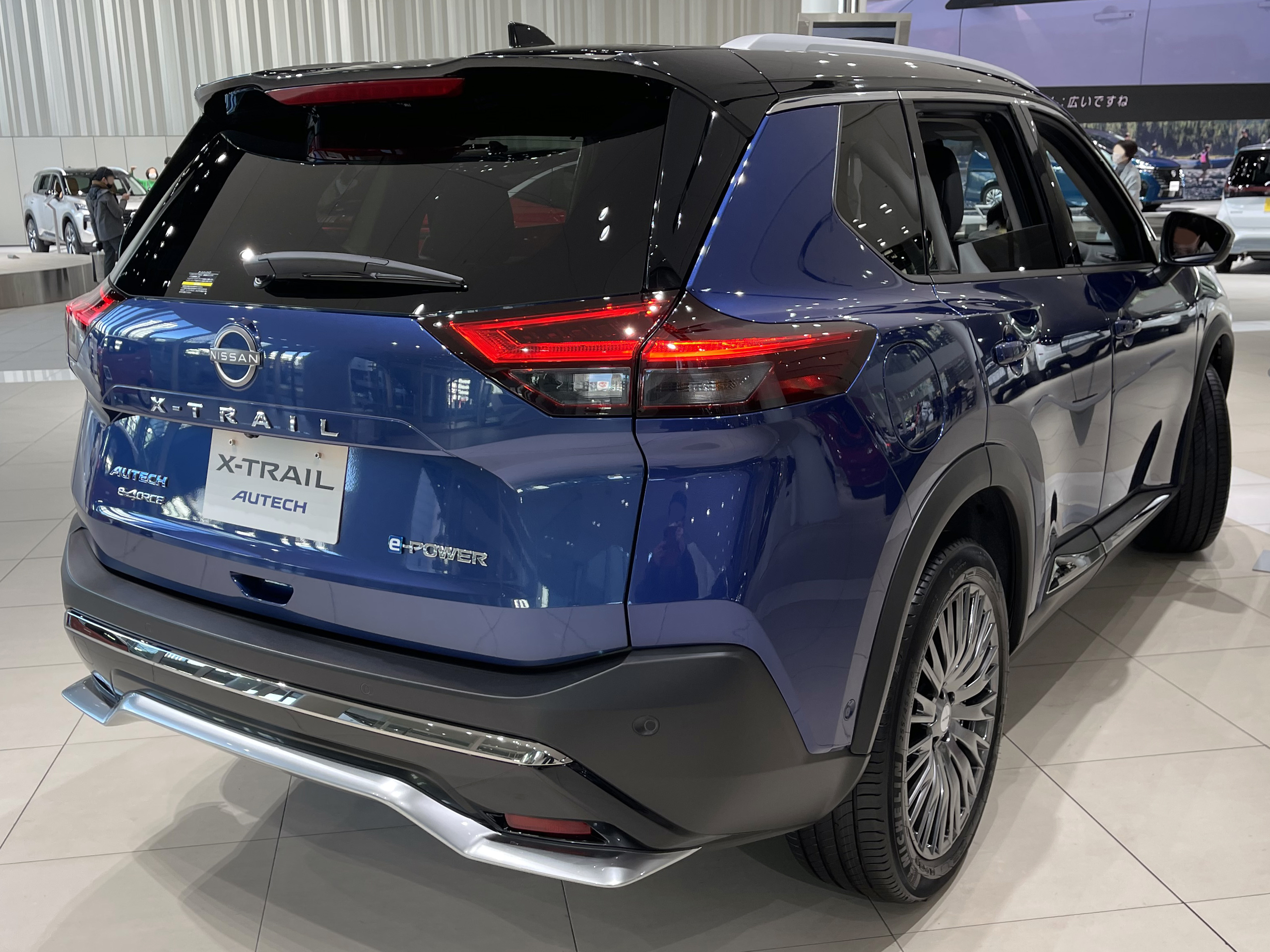
AUTECH e-4ORCE Advanced Package リア
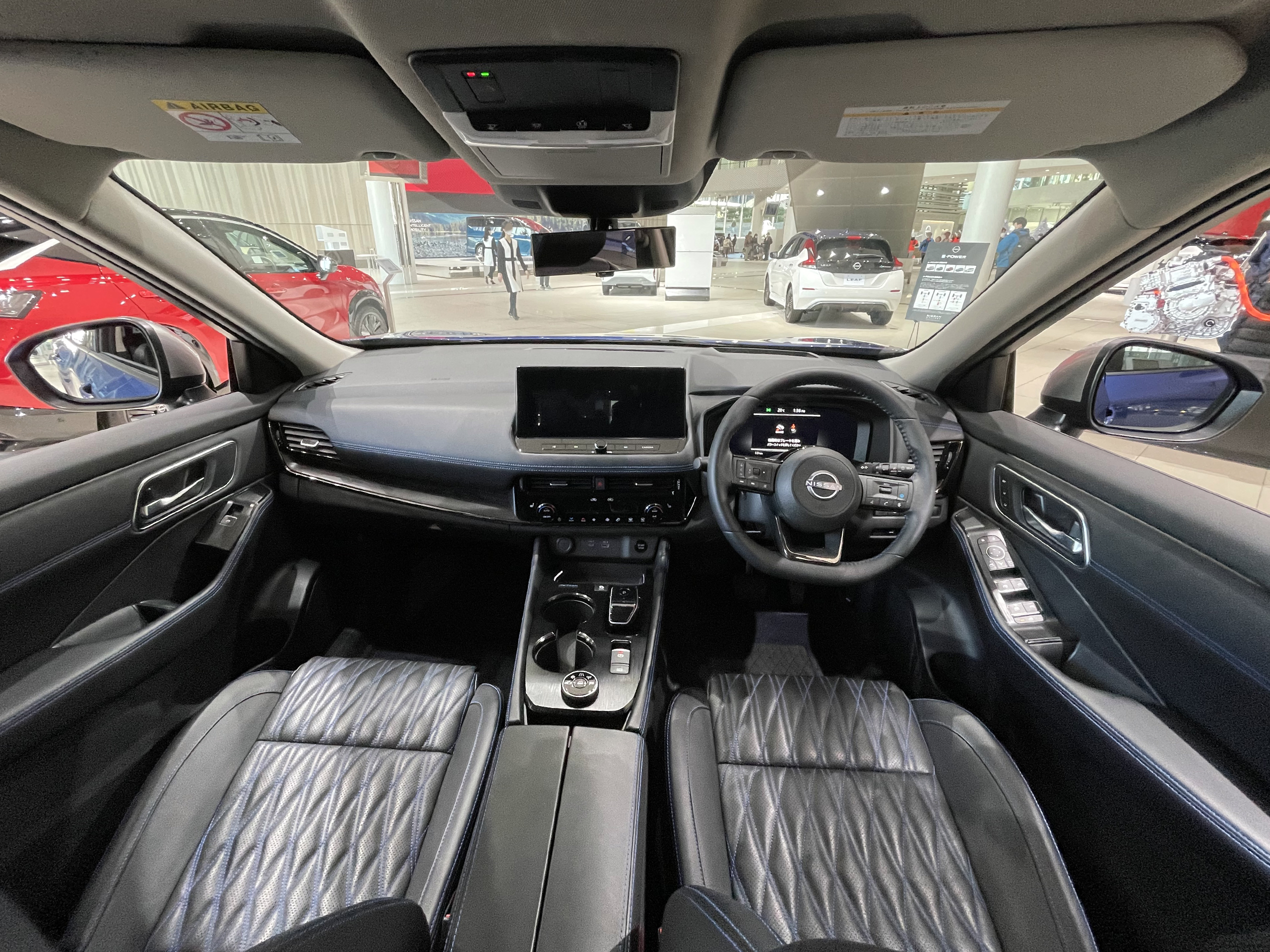
AUTECH e-4ORCE Advanced Package インテリア

### 年表
- 2022年
  - 7月20日 - 4代目へのフルモデルチェンジを発表（7月25日発売。ただし、2WD車は今秋を予定）[30]。日本仕様は、9年ぶりのフルモデルチェンジである。グレード体系は「S」・「X」・「G」の3グレードを設定（4WD車は「S e-4ORCE」・「X e-4ORCE」・「G e-4ORCE」となる）。「X e-4ORCE」には3列シート仕様も設定される。
    - ボディ色はモノトーンは3代目モデルからブリリアントホワイトパール3コートパール（特別塗装色）、ダイヤモンドブラックパール（特別塗装色）、ブリリアントシルバーメタリック、ダークメタルグレーメタリックの4色を引き継ぎ、赤系はガーネットレッドカラークリアパールから日本市場で初導入となるカーディナルレッドカラークリアパールメタリック（特別塗装色）に、青系はシャイニングブルーパールメタリックから3代目では「AUTECH」専用色だったカスピアンブルーメタリック（特別塗装色）にそれぞれ入れ替え、新色のステルスグレーパール（特別塗装色）を加えた7色。また、スーパーブラックと組み合わせた2トーン（特別塗装色）も設定され、ブリリアントホワイトパール3コートパール、カスピアンブルーメタリック、ステルスグレーパールに、3代目のプレミアムホライズンオレンジパールメタリックから差し替えとなるオレンジ系のサンライズオレンジマルチフレックスパールメタリックと新規色のシェルブロンドメタリックの5色が設定される。ただし、「S」系グレードはブリリアントホワイトパール3コートパール、ダイヤモンドブラックパール、ブリリアントシルバーメタリックのモノトーン3色のみの設定、カスピアンブルーメタリック、ステルスグレーパール、ダークメタルグレーは「X」系グレード専用色となり、2トーンのうち、サンライズオレンジマルチフレックスパールメタリック/スーパーブラックとステルスグレーパール/スーパーブラックは「G」系グレード専用色となる。また、2トーンを含めた全色スクラッチシールド仕様となる。
    - 日産モータースポーツ&カスタマイズ（旧・オーテックジャパン）扱いのカスタムカー「AUTECH」と「エクストリーマーX」も同時にフルモデルチェンジ。AUTECHは初代同様に専用のエクステリア・インテリアを採用するとともに、タイヤ・アルミホイールを歴代で最大径となる20インチに拡径するとともに、アルミホイールを専用デザインとし、タイヤはミシュラン製の「PRIMACY4」を装着。グレード体系はX系をベースとする「AUTECH」に加え、G系をベースとした上級仕様の「AUTECH Advanced Package」も設定される。ボディカラーはモノトーンはブリリアントホワイトパール3コートパール、ダイヤモンドブラックパール、カスピアンブルーメタリック、ダークメタルグレーメタリックの4色（ダークメタルグレーメタリック以外は特別塗装色）を初代モデルから踏襲するとともに、新設定となる2トーン（特別塗装色）はダイヤモンドブラックパールを組み合わせたAUTECH専用色となり、カスピアンブルーメタリック、ステルスグレーパール、カーディナルレッドカラークリアパールメタリックの3色が設定される。「エクストリーマーX」はベースグレードを「X e-4ORCE」に変更するとともに、専用アンダープロテクター（フロント・リア）を装備し、フロントグリルにダークフィニッシャーを施し、ドアミラーに加えてアウトサイドドアハンドルもグロスブラックとし、ルーフレールもブラックとした。内装では専用デザインの防水シート（スミノエ テイジン テクノ[注釈 20]製「セルクロス」）を採用したほか、LEDフォグランプ（フロント・リア）、運転席・助手席パワーシート、リモコンオートバックドアも装備し、機能面を充実させた。ボディカラーはモノトーンはブリリアントシルバーメタリックとダークメタルグレーメタリックを除いた5色を、2トーン（特別塗装色）はスーパーブラックと組み合わせたブリリアントホワイトパール3コートパールとステルスグレーパールの2色が設定される。

  - 8月8日 - 発売から2週間の同年8月7日時点での受注台数が12,213台となったことを発表。歴代モデル内で最速且つ、日産が発売してきたe-POWER搭載車の中でも発売から最短日数で受注1万台超えとなった[31]。
  - 10月18日 - インドで初公開[32]。現地テストを行う予定。
  - 12月8日 -「2022-2023日本カー・オブ・ザ・イヤー」の部門賞である「テクノロジー・カー・オブ・ザ・イヤー」を受賞したことが発表された[33]。
- 2023年
  - 2月21日 - ウィメンズ・ワールド・カー・オブ・ザ・イヤー2023（Women’s World Car of the Year／以下WWCOTY）において、「ベスト・ラージSUV」賞を受賞したと発表[34]。 
    - WWCOTYは、審査員が女性の自動車ジャーナリストのみで構成される世界で唯一の自動車賞。世界63名の審査員が、広々とした室内空間、快適な走行性能、電動パワートレイン「e-POWER」や「e-4ORCE」などが高く評価された。

  - 4月10日 - 世界的な原材料費や物流費などの高騰を鑑み、カタロググレードはグレード・駆動方式・列数により14.96～31.13万円、「AUTECH」は駆動方式・仕様により18.26～28.27万円、「エクストリーマーX」は一律27.17万円（いずれも10%の消費税込）値上げする価格改定を実施の上、一時中断（オーダーストップ）していた注文受付をモノトーンカラーに限り再開された[35]。
  - 10月5日 - C28型セレナと共に2023年度グッドデザイン賞を受賞したことが発表された[36]。
- 2024年
  - 5月16日 - 仕様向上と90周年記念車「90th Anniversary」を発表（6月20日発売）[37]。
    - 「インテリジェント アラウンドビューモニター（移動物 検知機能付）」と「インテリジェント ルームミラー」を全車に標準装備され、グレード別設定の「NissanConnectナビゲーションシステム」にHDMI端子を、ディーラーオプションの日産オリジナルナビゲーションやディスプレイオーディオに「インテリジェント アラウンドビューモニター（移動物 検知機能付）」の投影機能をそれぞれ追加。さらに、「G」系グレードは内装色にブラックのナッパレザーシートを、「X」系グレードは「G」系グレードに設定されている19インチタイヤ&アルミホイールのメーカーオプション設定が追加。ボディカラーは従来「X」・「G」系グレードの2トーンカラー専用色だったシェルブロンドメタリックが「G」系グレード専用で特別塗装色のモノトーンカラーに設定された。
    - 「90th Anniversary」は「X」系グレードをベースに、外観はルーフレールをカッパー、ドアミラーとアルミホイールをブラック（ドアミラーはカッパーストライプ付）にそれぞれ変更するとともに、カッパーのグリルフィニッシャーを装備。内装はカッパーステッチと「90th Anniversary」タグを施した「テーラーフィット」の専用シートを採用。ベースグレードではメーカーセットオプション設定となるインテリジェントキーとリモコンオートバックドアが特別装備された。ボディカラーはベースグレードに設定されているブリリアントシルバーメタリックを除く9色が設定される。
    - 日産モータースポーツ&カスタマイズ扱いの「AUTECH」と「エクストリーマーX」も「インテリジェント アラウンドビューモニター（移動物 検知機能付）」と「インテリジェント ルームミラー」の標準装備化や「NissanConnectナビゲーションシステム」にHDMI端子を追加するなど仕様向上が行われた。

  - 12月18日 - 特別仕様車「ビームスエディション」が発売された[38]。
    - 「X」系グレードをベースに、裏返したデニムを再現したシート全カバーをはじめ、ドアミラーカバー、フロントグリル・アルミホイール・エントランス・ステアリングのアクセント、ロゴエンブレム（ボディサイド・バックドア）、ボディサイドデカール、デュアルカーペットで構成された「BEAMSパッケージ」が特別装備される。
    - 本仕様車は台数限定発売のため、購入時に専用のWebサイトから事前申し込みが必要となる。

## 車名の由来
車名の由来は、「X」はスノーボード、スケートボードなど、若者に人気のスポーツ競技であるX-treme (=extreme) sportsに由来する。「TRAIL」は、足跡、オフロード、荒れた道などを表している。「X-TRAIL」は、その2つの言葉をかけ合わせた、4×4のイメージとしての造語。

## スポーツ

### ラリーレイド
2002年ダカール・ラリーで、当時日産自動車のワークス格だったフランスのチーム・ドスードは、エクストレイルのマシンを製造。市販車を大幅に改造したいわゆる「スーパープロダクション」仕様で、エンジンはVQ35型（3.5リッターV6自然吸気）を搭載し、FIA（国際自動車連盟）規定により32mm径吸気リストリクターを装着。最大出力/トルクは250bhp（6,500rpm）/24 mkg（4,400 rpm）を発生した。
ドライバーはフランス人ロックスターのジョニー・アリディ、ナビは3度の四輪ダカール勝者のルネ・メッジが務めた。数々のトラブルに見舞われ、規定時間外完走となったがゴールのラック・ローズ（ダカール）へたどり着いた。
2004年に日産自動車の育成プログラム入りした三橋淳はエクストレイルをドライブし、モロッコで開催されたAMVシャムロック・ラリーで優勝、2005年ダカール・ラリーでは総合11位完走という結果を残している。

### イベント
車名にかけてエクストリームスポーツのイベントを複数支援している。
- X-TRAIL JAM（スノーボード、毎年12月・東京ドーム、日本テレビ主催） - 2000年より
- NISSAN X-TRAIL NIPPON OPEN（スノーボード、毎年2月） - 2008年大会（アルツ磐梯スキー場）で支援
- NISSAN X-TRAIL CUP（ウエイクボード、毎年8月、お台場海浜公園、フジテレビ主催） - 2001年より・お台場冒険王のイベントとして開催